# Historia de Cantabria
La historia de Cantabria incluye los primeros asentamientos humanos, con evidencias como las pinturas de la cueva de Altamira, y llega hasta nuestros días; pasando por ser pieza fundamental para España en diversas ocasiones, como por ejemplo durante la Reconquista o en las relaciones comerciales con el Nuevo Mundo gracias al puerto de Santander.

## Prehistoria en Cantabria

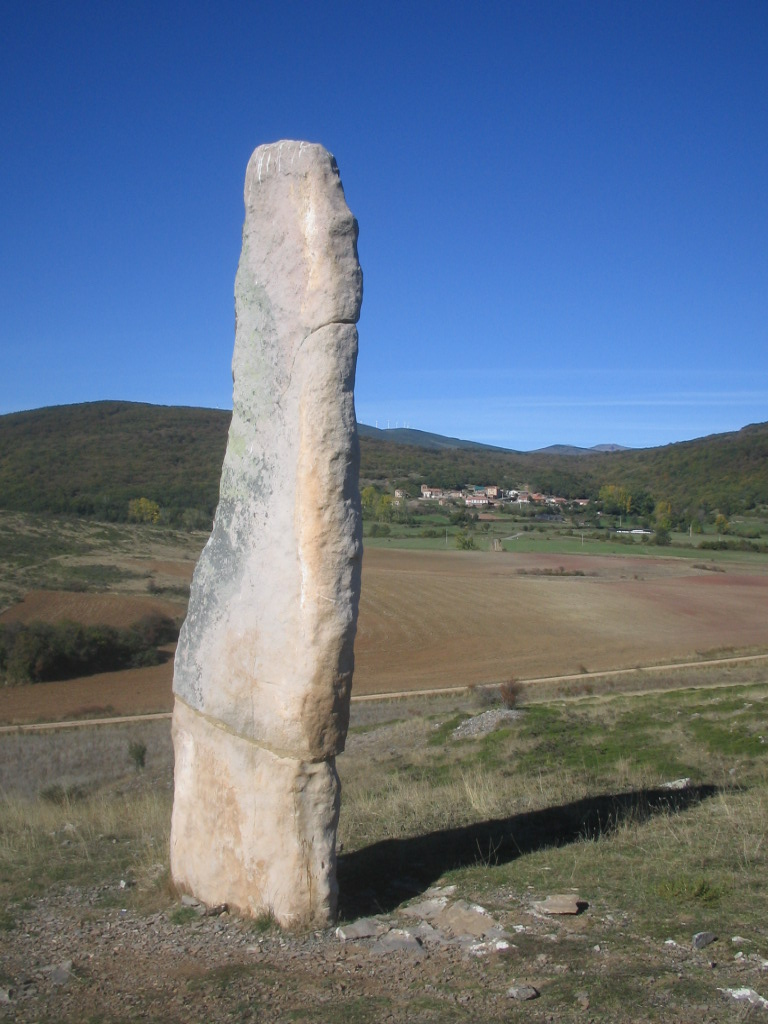
Los menhires del municipio de Valdeolea, al sur de Cantabria, datan de hace 5000 años. Se cree que fueron levantados a finales del neolítico por las primeras comunidades sedentarias que se asentaron en las vegas del río Camesa y montes de alrededor.

Aunque existen evidencias de presencia humana en la península ibérica desde hace un millón de años —posiblemente llegada a través del estrecho de Gibraltar—, no podemos constatar su asentamiento en la región del Cantábrico hasta hace 100 000 años, a finales del Paleolítico Inferior. Sin duda la barrera que formaba la cordillera Cantábrica fue un factor de aislamiento de la cornisa norte respecto del resto de la península ibérica. 

### Paleolítico
El Paleolítico en Cantabria, por tanto, se extendería a lo largo de una estrecha franja costera entre la zona central de la actual Asturias y los Pirineos occidentales, sobrepasando los límites de la actual comunidad autónoma.

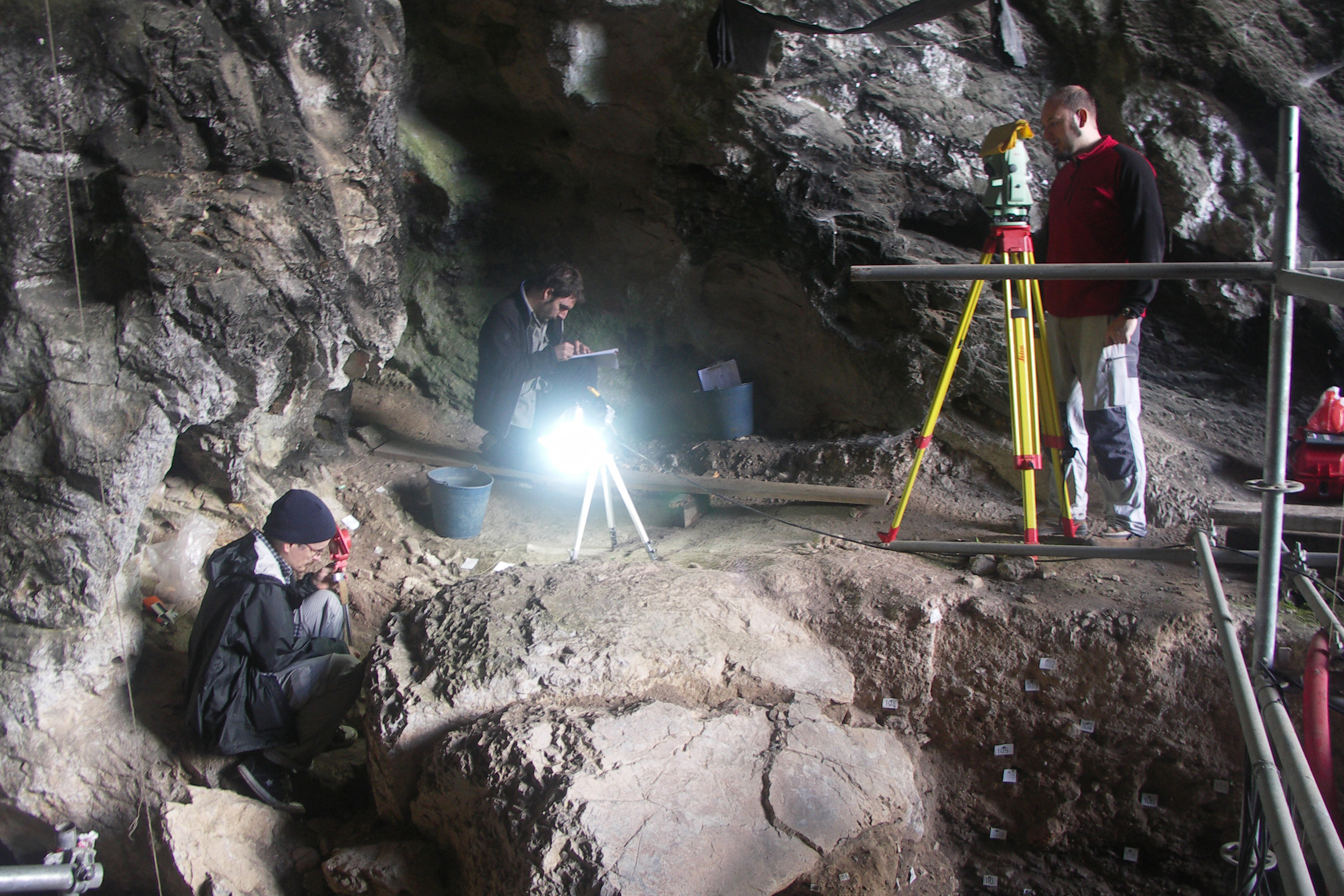
Excavaciones arqueológicas realizadas en la cueva del Mirón, en Ramales de la Victoria, asociadas al primer enterramiento del Magdaleniense encontrado en la península ibérica.

Climáticamente la prehistoria se caracterizó por la alternancia de períodos cálidos y otros muy fríos, llamados glaciaciones. Aquellos primeros pobladores de Cantabria vivieron en un período interglaciar, con temperaturas templadas –puede que incluso más que las nuestras- y una línea de costa similar a la actual. No han sido hallados restos humanos, aunque sabemos que simultáneamente en otras regiones de Europa vivía el Homo erectus, uno de los antepasados del ser humano actual. Sí poseemos restos de útiles tallados en piedra (cuarcita u ofita), caso de los bifaces (hachas), hallados en algunas cuevas pero sobre todo en yacimientos al aire libre, posibles gracias a la benignidad del clima. Estos poblamientos se realizaban próximos a la costa y en valles bajos, junto a ríos, habitando chozas construidas con ramas o pieles. En todo caso se trataría de asentamientos eventuales, ya que aquella población se componía de pequeños grupos familiares o de clanes que se trasladarían siguiendo los recursos que les proporcionaba la caza de animales y la recolección de vegetales.
En la transición del Paleolítico Inferior al Paleolítico Medio, ocurrida hace unos 95 000 años, se inicia la última glaciación (Würm), prolongada hasta hace unos 10 000 años. Cantabria, al igual que amplias zonas de Europa, sufre un fuerte enfriamiento climático, alterando el entorno natural y trasladando la línea de costa varios kilómetros hacia el interior del mar –a causa del congelamiento de amplios volúmenes de agua-. El entorno ecológico de la Cordillera Cantábrica se caracteriza entonces por la presencia de glaciares y nieves perpetuas, convirtiéndose, ahora con más razón, en una verdadera barrera natural. La primera consecuencia que observamos en las comunidades humanas es la ocupación masiva de cuevas y abrigos naturales –como antes cerca de la costa y en valles bajos-, ahora habitados por una nueva especie, el Neanderthal (del que tampoco nos han llegado restos). Este desarrollará la industria lítica heredada del período anterior, perfeccionando el tallado de instrumentos –puntas, raederas, raspadores, denticulados- dirigidos principalmente a la caza de grandes animales como ciervos, rebecos, caballos, rinocerontes y bóvidos. La preeminencia de la piedra como materia prima no obsta para que también utilizaran otras, caso de la madera, que por su carácter perecedero no han podido llegar hasta nosotros.
La dieta cárnica se veía asimismo completada con la recolección de frutas y verduras, aunque llama la atención la escasa presencia de restos de moluscos, lo que indicaría su falta de interés o acceso a los recursos marítimos. Poseemos indicios de la práctica del canibalismo, aunque no sabríamos interpretar si era debida a la escasez de recursos alimenticios o a actividades rituales. Sobre estas últimas conocemos la realización de enterramientos colectivos acompañados de ofrendas a los muertos, indicativas de los rudimentos de una vida espiritual, a la que posiblemente estaban vinculadas las primeras manifestaciones artísticas.

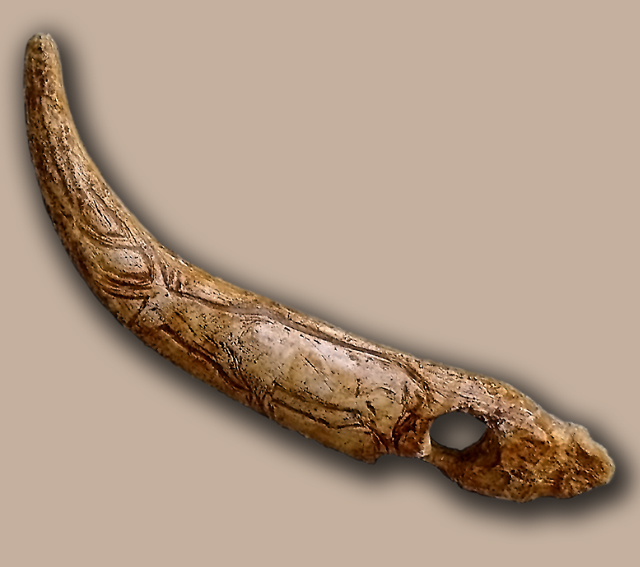
Bastón perforado adornado con el grabado de un ciervo hallado en la cueva de El Castillo.

El último período Paleolítico, el Paleolítico Superior, se inició hace 35 000 años, y se prolongó hasta el final de la última glaciación, hace 10 000. En el asistimos a la extinción del Neanderthal y su sustitución por el Homo sapiens sapiens, impulsor de un importante avance tecnológico y cultural que significó el cenit cultural del Paleolítico. Este desarrollo tiene su correspondencia en el aumento demográfico, que posibilita la expansión humana hacia espacios antes deshabitados, caso de los valles medios de la región. Da lugar a una ocupación masiva de cuevas que ahora aparecen mejor acondicionadas y compartimentadas para distintos usos, en un entorno natural que continúa las pautas glaciares. Igualmente asistimos a una evolución y mayor especialización de la industria lítica, junto a la de huesos (arpones) y astas, proliferando, al lado de armas y útiles (azagayas), piezas decorativas y simbólicas (caso de los famosos bastones perforados). 
La organización social gana en complejidad, generando una división del trabajo que posibilita la especialización en diferentes tareas, así como asentamientos más extensos y duraderos. Su alimentación provenía de la caza de gran variedad de especies, debida a la diversidad de medios ecológicos de que disfrutaba la región cantábrica; así, a ciervos, caballos y cabras se suman otras como renos, bisontes o mamuts, típicos de climas fríos (de todos ellos extraen carne, pieles, huesos y astas). Su caza en grupo indica la existencia de un alto nivel organizativo, en un momento en el que el aumento de población empuja a una intensa explotación de los recursos. A esta dieta se unen, nuevamente, vegetales recolectados, así como algunos animales marinos.
Se puede afirmar que el desarrollo de las culturas del Paleolítico Superior en Cantabria estuvo al nivel de sus homólogas europeas, gracias a la combinación de diversidad ecológica y abundancia de cavidades naturales, constituyendo un verdadero filón arqueológico. La región cuenta por ello con un patrimonio de valor incalculable, repartido por una infinidad de cuevas en las que se ven representadas todas las fases del Paleolítico Superior: Châtelperroniense, Auriñaciense, Solutrense y Magdaleniense.

### Arte paleolítico
Prueba irrefutable de ese florecer cultural es la excepcional producción artística generada por aquel “hombre de las cavernas”, conformando un período artístico de la humanidad cuyo descubrimiento y estudio ha estado y está íntimamente ligado a Cantabria. La nómina de las cuevas que contienen este patrimonio es sorprendente: Altamira, El Castillo, La Pasiega, Las Monedas, Covalanas, Hornos de la Peña, El Pendo... así hasta el medio centenar. Esta producción se compone tanto de arte mueble o mobiliar (grabados o pinturas realizados sobre objetos transportables como huesos, caparazones, dientes y astas que constituían armas, útiles, adornos y objetos votivos), como de arte rupestre o parietal, ejecutado sobre paredes de cuevas.
Este último, característico de la Europa más occidental por su riqueza en abrigos rocosos naturales (paisajes kársticos), era realizado mediante diversas técnicas, que incluían el grabado, la pintura e incluso atisbos de escultura. El grabado se realizaba con los dedos, sobre materiales blandos como la arcilla, y mediante piedras talladas para las superficies más duras. La pintura, aplicada manualmente, se elaboraba con colorantes naturales a partir de óxidos de hierro (ocre) y carbón vegetal, alcanzándose en su desarrollo verdadera policromía. Igualmente, aquellos artistas prehistóricos utilizaban las propias formas de las paredes para lograr los volúmenes de sus figuras, auténtico antecedente de la escultura. Estas obras las hallamos, en ocasiones, a la entrada de las cuevas, donde aprovechaban la luz natural; pero más habitualmente en galerías interiores, realizadas mediante luz artificial (antorchas). Ello ha permitido en muchos casos resguardarlas de las agresiones atmosféricas, conservándose así hasta la actualidad.
En lo referente a la temática, la caza era omnipresente, siendo habitual la representación de sus principales presas, como ciervos, caballos, bisontes, renos... Por el contrario nunca representaban carnívoros, así como tampoco abunda la figura humana, a excepción de la impresión de manos. Por otro lado destacar la presencia de motivos geométricos y simbólicos. Mucho se ha especulado sobre el significado de estas manifestaciones artísticas, sin alcanzarse un consenso diáfano. No obstante si hay coincidencia en ligarlas al mundo espiritual de aquellas gentes, religiosidad evidente en los rituales realizados alrededor de sus enterramientos.
Todo este desarrollo tecnológico y cultural se ve radicalmente alterado a partir de hace 10 000 años, cuando el final de la glaciación marca la clausura del Paleolítico. Se inicia entonces un proceso de transición hacia el Neolítico, la última fase de la Edad de Piedra, que ha venido a denominarse Epipaleolítico o Mesolítico. El retroceso del frío trae consigo, en Cantabria, una nueva línea de costa, la expansión de los bosques y, con ello, la transformación de la fauna (desaparición de los animales de climas fríos). Estos cambios obligaron a aquellos grupos humanos a adaptarse a las nuevas condiciones. Así, en una primera fase denominada Aziliense, asistimos a la decadencia de los patrones culturales paleolíticos, especialmente evidenciada en el retroceso de la actividad artística. Posteriormente, en el período Asturiense (hace 9000-7000 años) se produce una explotación más diferenciada de los recursos, tanto en tierra –se caza una mayor diversidad de especies- como en el mar, abundando los restos de prácticas de marisqueo (concheros). Los asentamientos, rupestres y al aire libre, son fundamentalmente costeros, no existiendo vestigios en el interior.

### Neolítico
El Neolítico -descubrimiento de la agricultura y la ganadería en las regiones de Oriente Medio, desde donde se extendieron al resto del Viejo Continente-, es un momento crucial en la historia de la humanidad, posibilitando su liberación de la total dependencia del medio físico, típica de las sociedades depredadoras. Las consecuencias de la aparición de economías productoras serán enormes, en forma de crecimiento demográfico y transformaciones culturales: se pasa del tallado al pulimentado de la piedra mejorando considerablemente su utilidad, se desarrolla la cerámica, las poblaciones dejan de ser nómadas para sedentarizarse, se inicia el uso de metales y la capacidad de generar excedentes permite su comercialización y una mayor división del trabajo.

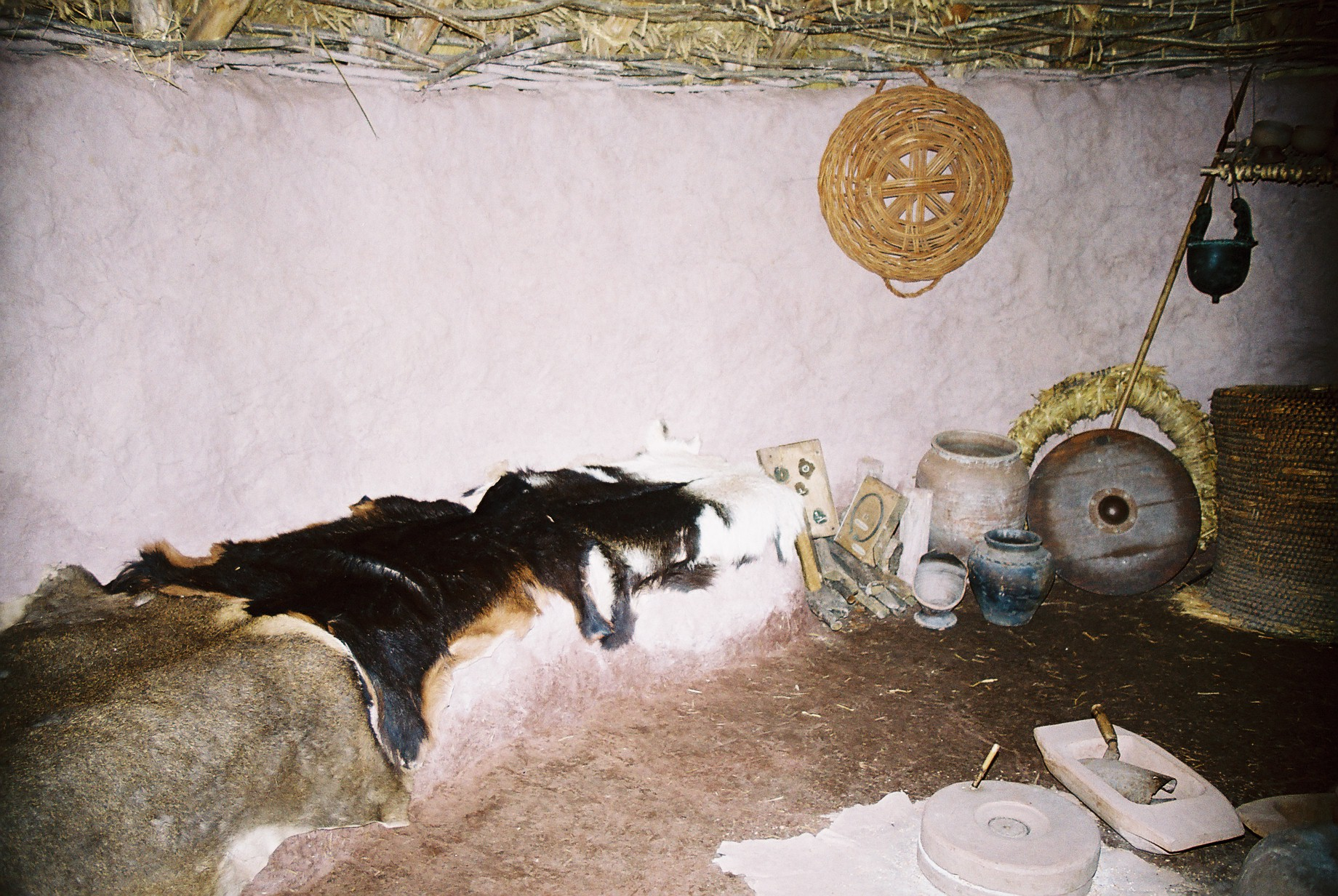
Reproducción del interior de una antigua vivienda cántabra de la Edad del Hierro en Argüeso.

La expansión de esta nueva civilización tuvo lugar a través del Mediterráneo y de Centroeuropa, lo que convirtió a la actual Cantabria en una región marginal con un importante desfase cronológico en la incorporación de las innovaciones (v-iv milenio a. C.). Ello explica la larga pervivencia del Epipaleolítico, coexistiendo durante mucho tiempo una economía depredadora con otra productora. La incipiente expansión de esta última vendrá acompañada de un fenómeno común al de otras regiones atlánticas europeas: el Megalitismo, la elevación de grandes piedras con finalidad funeraria o ritual: menhires, dólmenes, cromlechs, alineaciones... Fue una manifestación cultural vinculada a la ganadería pastoril trashumante, propiciada por las características naturales de Cantabria, más proclives a aquella que a la agricultura. La elevación de megalitos demuestra la existencia de un sistema social basado en grupos más numerosos que en períodos anteriores, con una organización capaz de canalizar aquel gran esfuerzo colectivo.
Este largo proceso de “neolitización” se prolongará a través de la Edad de los Metales, que en Cantabria se desarrolla con la consiguiente tardanza cronológica. Así el Calcolítico, caracterizado por la coexistencia de útiles de piedra y cobre y vinculado a la cerámica “campaniforme”, se introduce en la segunda mitad del iii milenio. La Edad del Bronce se desarrolla entre 1800 a. C. y 700 a. C., incorporando la aleación de cobre y estaño, ambos muy escasos en Cantabria, por lo que la presencia de estos materiales respondería a la existencia de contactos comerciales con otras regiones. 
Es una época de crecimiento demográfico y ocupación de nuevos espacios, permitiendo la extensión de la ganadería bovina y porcina, junto a la ovina y caprina en menor medida. El fin de los enterramientos colectivos indicaría una incipiente estratificación social que acabará con la sociedad igualitaria y colectivista que había caracterizado a las comunidades cazadoras.
A partir del 700 a. C. se extiende el uso del hierro, abundante en Cantabria, iniciándose así las actividades mineras (Peña Cabarga, zona de Castro-Urdiales). Esta última fase de la Prehistoria se extiende hasta la misma llegada de los romanos, introductores de los primeros textos escritos.

## Cantabria prerromana

Cantabria durante el periodo de las guerras cántabras. El mapa señala las fronteras del territorio cántabro en relación con la Cantabria actual así como las distintas tribus que lo habitaban, los pueblos vecinos, ciudades y accidentes geográficos interpretados a partir de fuentes clásicas.

La primera referencia escrita del nombre de Cantabria se remonta hacia el año 195 a. C. en el que el historiador Catón el Viejo habla en su libro Orígenes del nacimiento del río Ebro en el país de los cántabros:

[...] fluvium Hiberum: is oritur ex Cantabris, magnus atque pulcher, pisculentus.
[...] el río Ebro: nace en el país de los cántabros, grande y hermoso, abundante en peces.
Marco Porcio Catón, "el Viejo". Orígenes (VII), 195 a. C.

A partir de aquí las citas sobre cántabros y Cantabria se suceden continuamente, puesto que los cántabros se empleaban como mercenarios en diferentes conflictos tanto dentro como fuera de la península ibérica. Hay constancia de que participaron en la guerra de los cartagineses contra Roma durante la segunda guerra púnica por las referencias de Silio Itálico (libro III) y Quinto Horacio Flacco (lib. IV, oda XIV). También se les menciona durante el sitio de Numancia llevado a cabo por Cayo Hostilio Mancino, que se dice levantó el sitio a la ciudad al ser informado de que cántabros y astures acudían en su auxilio.
La mayor parte de los testimonios posteriores aparecen a raíz del inicio de las guerras cántabras contra Roma en el año 29 a. C. Se conservan en torno a 150 referencias de este pueblo de cuya fama dejan constancia textos griegos y latinos. Su territorio rebasaba significativamente los límites de la actual comunidad autónoma de Cantabria, localizándose al norte con el mar Cantábrico, nombre con el que le bautizaron los romanos; al oeste con el río Sella, en el actual Principado de Asturias; por el sur se extendía por Campoo y la actual Montaña Palentina,  llegando hasta Peña Amaya y el noroeste de la actual provincia de Burgos; al este se extendía hasta casi Castro-Urdiales, en torno al río Agüera.

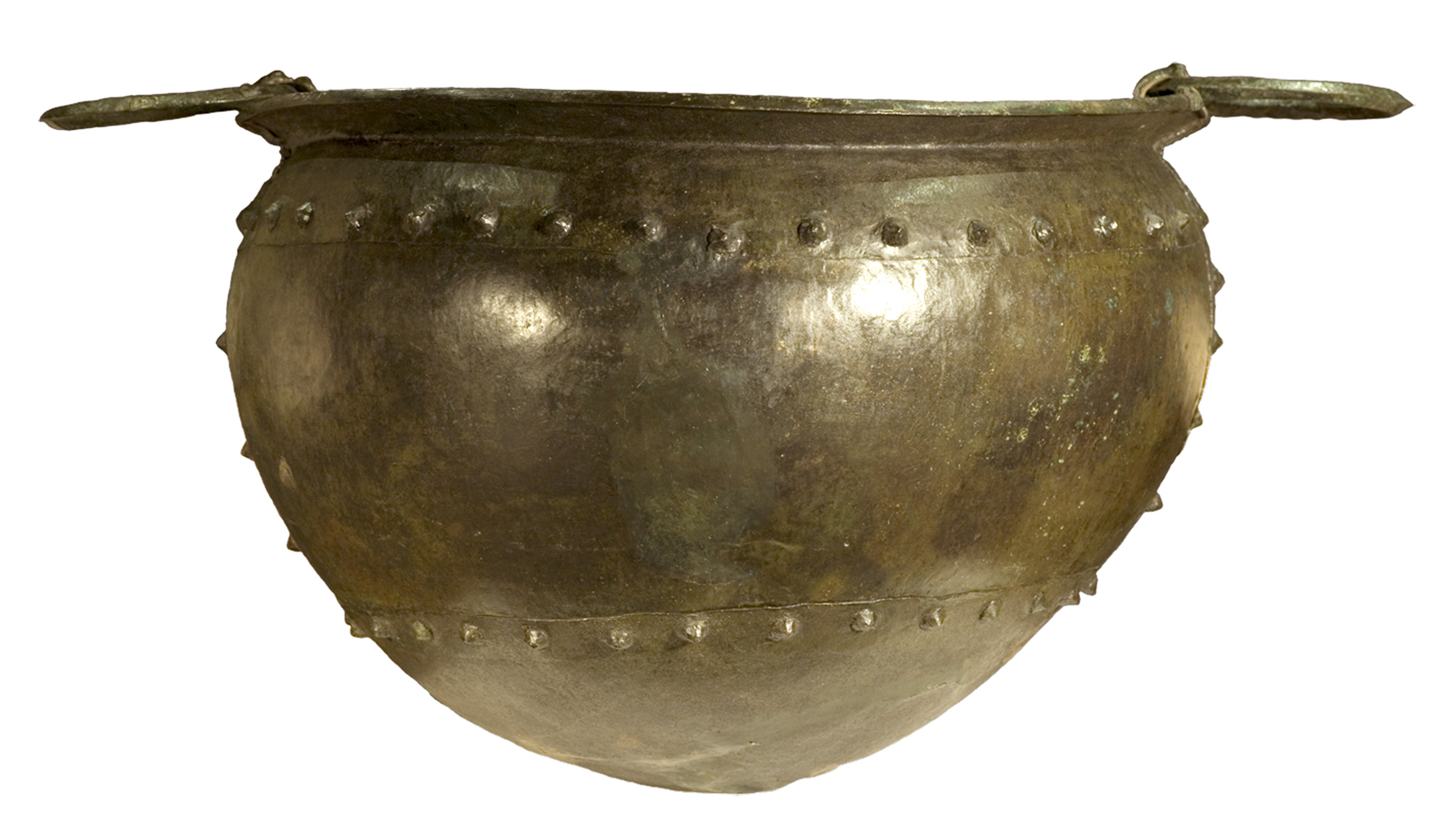
Caldero de Cabárceno, datado en torno al 900-650 a. C. Esta pieza arqueológica es un referente clásico para grandes temas de la Protohistoria, como los intercambios a larga distancia de objetos de lujo o la consolidación de aristocracias guerreras en las sociedades del Bronce final y los inicios de la Edad del Hierro.

El poblamiento del territorio durante la Edad del Hierro se apoyaba en poblados fortificados, denominados castros, que se asentaban sobre altos de fácil defensa. En el sur de Cantabria este tipo de emplazamientos fueron de especial interés debido a las necesidades estratégicas y defensivas del país. Algunos de estas fortificaciones llegaron a tener unas dimensiones formidables, con impresionantes aparatos defensivos que permitían refugiar a más de una tribu entera en tiempos de guerra, como los de Peña Amaya, Monte Cildá o Monte Bernorio.
Se tiene evidencias que ya desde la Edad del Bronce los cántabros que habitaron en las zonas costeras tuvieron relaciones y contactos comerciales a través del mar con otros pueblos del mundo céltico del arco atlántico. Así lo demuestra el denominado Caldero de Cabárceno, hallado en la Sierra de Cabarga y de fabricación irlandesa o británica, y otros utensilios de bronce encontrados.

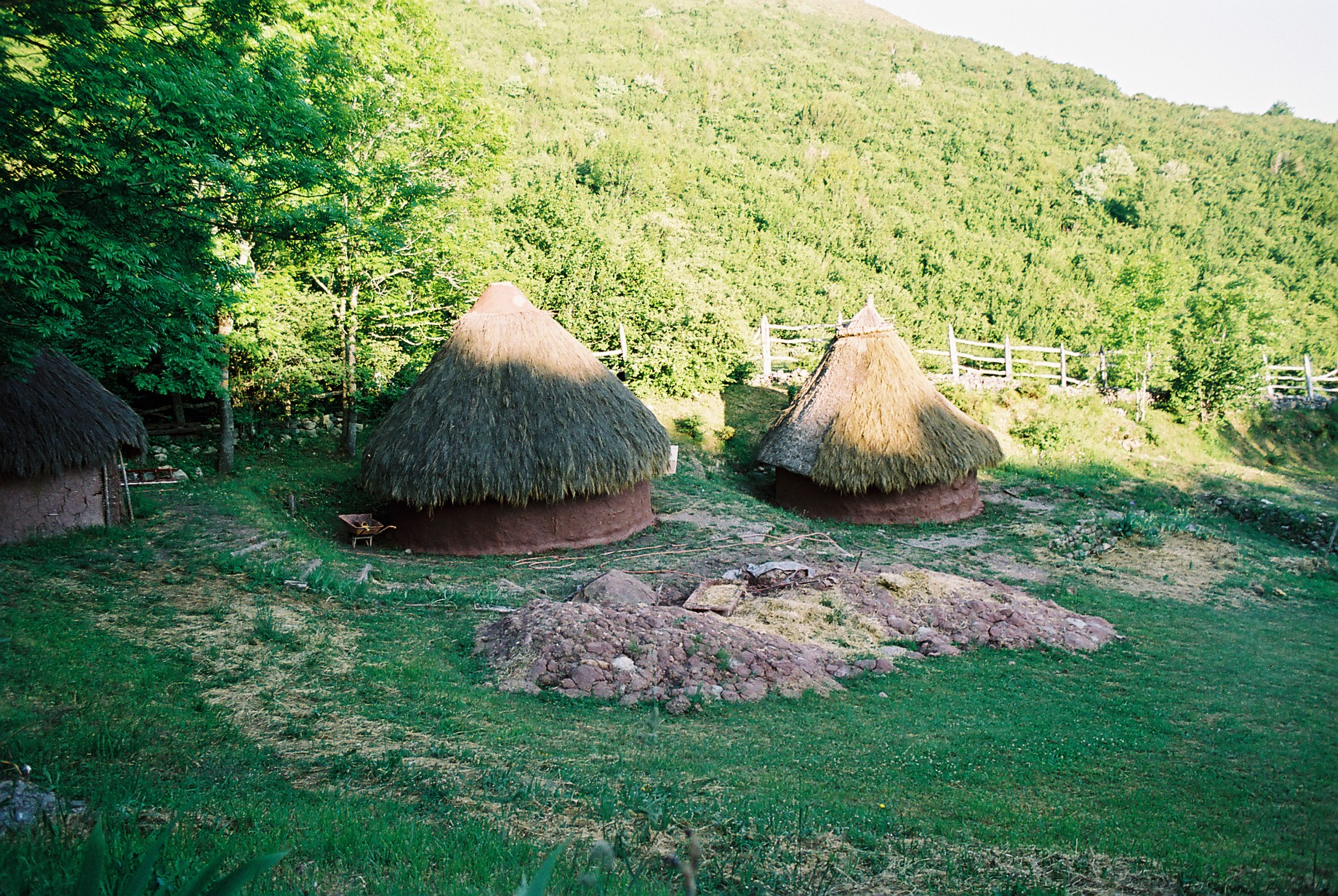
Reproducción de un antiguo poblado cántabro de la Edad del Hierro en la localidad de Argüeso.

A través de fuentes clásicas y hallazgos epigráficos se sabe que los cántabros, a semejanza de otros pueblos de la península ibérica, abandonaban temporalmente su territorio para ofrecerse como mercenarios a otros pueblos, destacando de ellos su fiereza y carácter combativo:

[...] Los cántabros por su fiereza eran los primeros, los más violentos y los más pertinaces en la rebelión, los cuales, no contentos con defender su libertad, trataban también de dominar a sus vecinos, atormentando a los Vacceos, Turmogos y Autrigones con incursiones frecuentes.
Floro II, 33, 46-47

En el caso de los cántabros tradicionalmente se han justificado este hecho por la importancia de la actividad bélica en su sociedad y las escasa posibilidades que la tierra y el clima les ofrecía para su sustento, lo que dio lugar a la marcada condición guerrera de sus gentes.
Con anterioridad a la conquista romana del país parece que los cántabros ya sirvieron como fuerza armada en los ejércitos del general cartaginés Asdrúbal Barca que se dirigían a la península itálica con el fin de prestar auxilio a Aníbal frente a Roma, en el año 208 a. C. Por otro lado las crónicas de Julio César señalan la existencia de soldados cántabros en el ejército de Pompeyo durante la guerra civil que libraron ambos generales en Hispania, en el siglo I a. C. Así mismo, en De Bello Gallico informa de la presencia de estos como aliados de las tribus celtas aquitanas en la Guerra de las Galias, en el año 56 a. C.

## Cantabria romana
Tras el sometimiento y control militar de la zona por parte del ejército romano, Roma llevará a cabo una organización administrativa del territorio de los cántabros cuyo fin está orientado a su explotación económica. Así se inicia una política de construcción de infraestructuras que permitan activar la explotación y el comercio fundamentalmente de los recursos mineros que albergaba su subsuelo: fundamentalmente sal, plomo y hierro.
La Legio IIII Macedonica queda instalada desde el año 43 en Pisoraca (Herrera de Pisuerga, actual provincia de Palencia, próxima a Aguilar de Campoo) con el fin de comenzar la romanización de los indígenas derrotados, situándose destacamentos militares en otros lugares más al interior del territorio cántabro. No obstante la paz no estaba ni mucho menos consolidada, pues tres años después de la victoria cántabra, hacia el 16 a. C., vuelve a haber insurrecciones de los cántabros.

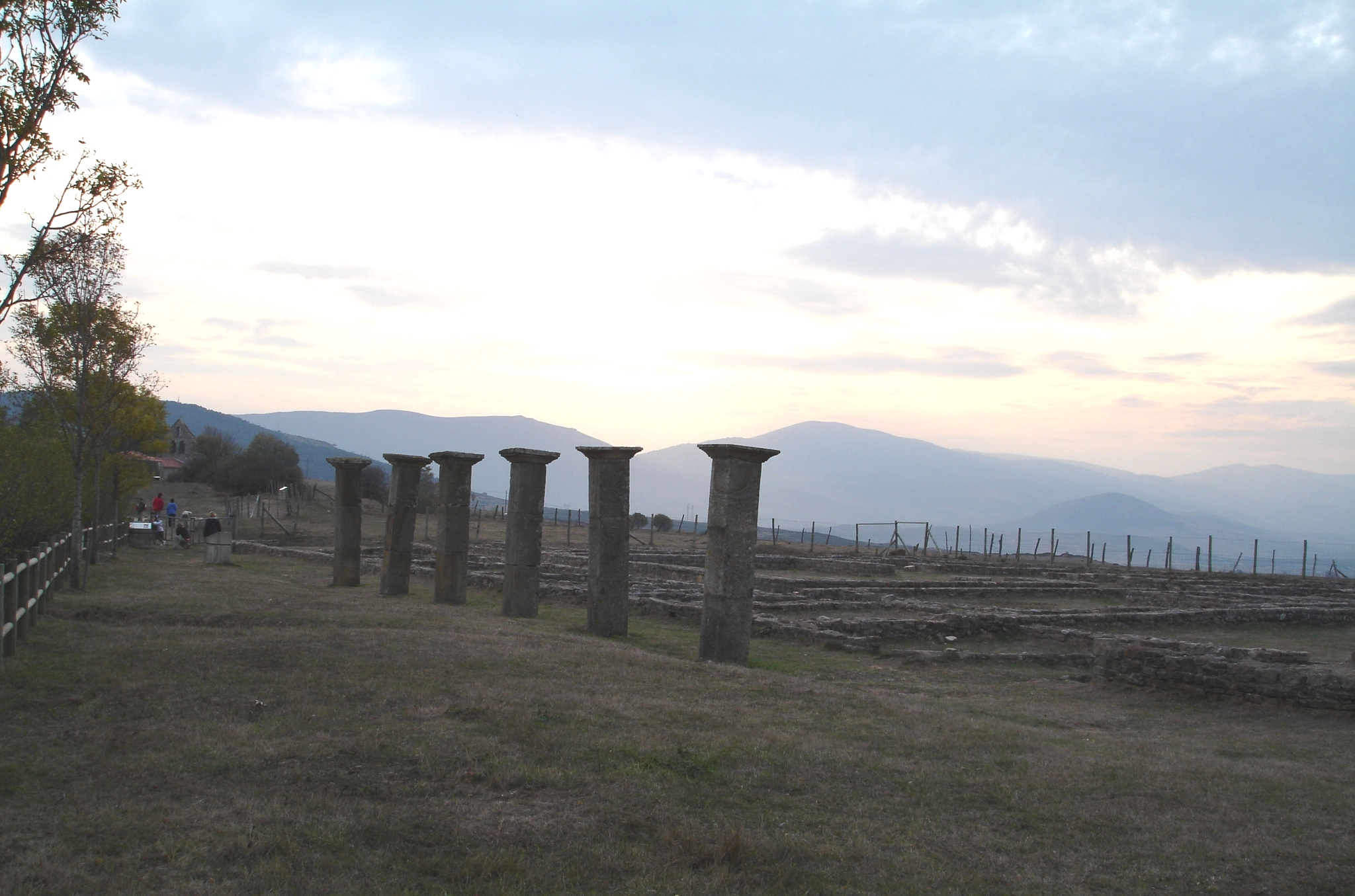
Detalle de las ruinas de Julióbriga, la ciudad más importante de la Cantabria romana. Se observa las columnas que discurren por el Decumanus Maximus.

Junto a la integración dentro de la administración romana de las élites sociales y políticas cántabras, persisten también estructuras sociales nativas y un sincretismo religioso entre el misticismo autóctono y el romano que se perpetuarán hasta fechas muy tardías. Este fenómeno hace que los indígenas equiparen las cualidades bienhechoras de deidades propias con dioses similares romanos, para lo cual fusionaban ambos nombres. Así en Cantabria aparecen altares dedicados a los dioses del panteón romano, como Júpiter, o a dioses mestizos romano-vernáculos, como Júpiter Candamo.
La romanización de Cantabria se puede considerar como un fenómeno selectivo en el territorio, parejo al del urbanismo. La principal ciudad existente en territorio cántabro, Julióbriga, se funda al terminar las guerras cántabras, sobre el 15 a. C., estando ocupada hasta la segunda mitad del siglo III. La misión de esta única urbe romana de importancia estaría estrechamente ligada con el proceso de integración administrativa de las poblaciones cántabras sometidas por Roma tras largos años de resistencia, controlando y administrando un territorio tan amplio como prácticamente toda la Cantabria romana.
Al igual que con Julióbriga, Plinio, y posteriormente Ptolomeo, nos daría datos sobre núcleos menores de la Cantabria como son: Concana, Octaviolca (véase Camesa-Rebolledo), Orgenomescum, Vadinia, Vellica, Moroica, Aracillum, Noega Ucesia, Bergida, Acella, Amaia, Tritino Bellunte y Decium. Estas ciudades de menor importancia parece que no evolucionaron durante el periodo de dominación romana, estando la mayoría de ellas relacionadas con las tribus que, al parecer, las habitaban y llegaron a poblar Cantabria: Vadinienses, Orgenomescos, Tamáricos, Vellicos, Concanos, Moroicanos, Blendios, Coniscos, Salaenos, Avariginos, Cornecanos y Octavilcos. Finalmente encontramos los puertos de Portus Victoriae Iuliobrigensium, Portus Blendium y Portus Vereasuecae. La antigua Portus Amanum, posteriormente bautizada por los romanos como Flaviobriga con el título de colonia, estaría inserta en territorio autrigón.
Tras las guerras cántabras, y la consecuente ocupación romana de Cantabria, soldados cántabros aparecen formando parte de legiones como la II Augusta, la IX Hispana o la IV Macedonica, tal y como señalan diferentes lápidas funerarias halladas. No obstante lo más frecuente es encontrarlos enrolados como tropa auxiliar. Así ha quedado constancia de que en la segunda mitad del siglo I existían dos cohortes formadas exclusivamente por cántabros: una acantonada en Moesia y la otra en Palestina. 

La península ibérica en torno al 560.
Visigodos
Asentamientos de colonos visigodos
Asentamientos de colonos visigodos
Suevos
Bizantinos
Cántabros y vascones

Durante los siglos III y IV surge una crisis económica y social en toda Cantabria, las ciudades se van progresivamente abandonado a medida que se produce un aumento de la presión fiscal y de los ataques de los bagaudas, lo que produce un retorno al medio rural de la sociedad, un resurgimiento de las antiguas estructuras organizativas nativas y una aparición creciente de las villas en el campo.
El estado de inquietud y pavor provocado por las invasiones bárbaras produce una reorganización militar de los escasos efectivos que aún se mantienen en el norte de Hispania, posiblemente con el fin de defender la provincia de una hipotética invasión por los Pirineos occidentales, y la fortificación precipitada de Monte Cildá y del antiguo castro de Vellica en el siglo IV y V.
En el año 406 los visigodos se establecen en Hispania como federados del ya debilitado Imperio romano, mientras que el noroeste peninsular se encuentra ocupado por el reino suevo (Galicia y Asturias). Esta situación propicia que cántabros y vascones puedan disfrutar de cierto grado de independencia.
Durante el siglo V apenas hay datos de lo que ocurre en Cantabria y únicamente sabemos, por una breve referencia del cronista Hidacio, que 400 hérulos en siete naves atacaron despiadadamente la costa cántabra y de Vardulia en el año 456.
En este estado de cosas pasarán más de un siglo sin que Cantabria vuelva aparecer en la historiografía. Un tiempo en que el pueblo cántabro escapa al control de suevos y visigodos, en el que gran parte de sus gentes conservan aún un paganismo que, a pesar de los siglos de dominación romana, no había quedado extinto, y en el que resurgen manifestaciones de violencia y agresividad que revelan la escasa romanización del territorio fuera de unos pocos focos culturales romanos. Prueba de ello es que para algunos autores la mayoría de los cántabros aún hablaban su lengua prerromana, en el que aparecían, eso sí, no pocas intrusiones del latín.

## Ducado de Cantabria

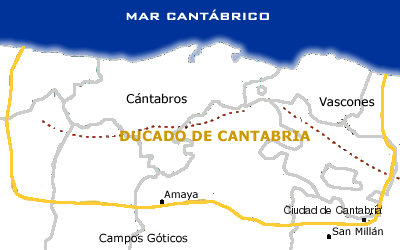
Posibles límites del ducado de Cantabria.

Tras la caída del Imperio romano, Cantabria recuperó su independencia frente al reino visigodo hasta el año 574 en el que, según Braulio de Zaragoza en su Vida de San Millán de la Cogolla, el rey Leovigildo conquista Cantabria y su capital Amaya. Durante este periodo de la historia hispano-goda, Cantabria se integra dentro del reino como provincia fronteriza y se configura un ducado (ver imagen), regido por un dux, delegado regio en el país. Esta fórmula garantizaría cierto grado de autonomía del pueblo cántabro a pesar de estar bajo control real.
A partir de aquí se sucede un periodo oscuro debido a la escasez de fuentes, no solo relativas a Cantabria sino a todo el norte de España. No obstante, es probable que debido a la escasa asimilación cultural visigoda de Cantabria y el mantenimiento de las arraigadas costumbres bárbaras, no se consiguiera una seguridad política y militar plena en la región, lo que propiciaría años de rebeliones y levantamientos contra el poder real. Ya a este parecer, hacia el año 632, san Isidoro advierte al hablar de los cántabros de su obstinada disposición al pillaje, las luchas y a desafiar los castigos, por lo que se deduce que a principio del siglo VII aún se los consideraba como una posible amenaza.
También durante estos años hubo al parecer luchas fronterizas entre los reyes visigodos de Hispania y los reyes francos de Austrasia y Borgoña en la que Cantabria se vio involucrada. Así, según el Chronicon del cronista franco Fredegario del siglo VII, estos últimos intentaron someter la región de los cántabros y Vasconia, siendo recuperada la primera por Sisebuto. En este mismo texto se cita la existencia en el ducado de Cantabria de un dux llamado Francio de Cantabria allá por los finales del siglo VI o comienzos del VII, que rendía tributo a los francos desde hacía tiempo, un personaje que sigue siendo aún oscuro.
De estos últimos testimonios se deduce que el ducado de Cantabria sería tierra fronteriza entre reinos. Se desconoce si los reyes merovingios tuvieron éxito en sus conquistas al sur de los Pirineos, pero lo que parece probable es que este ducado era importante para el reino visigodo a modo de marca fronteriza desde donde poder lanzar ofensivas contra los vascones y al mismo tiempo poder controlar a un pueblo cuyo sometimiento era inestable y superficial y que no daba suficientes garantías de paz a los reyes visigodos.

### Conquista musulmana y Reconquista

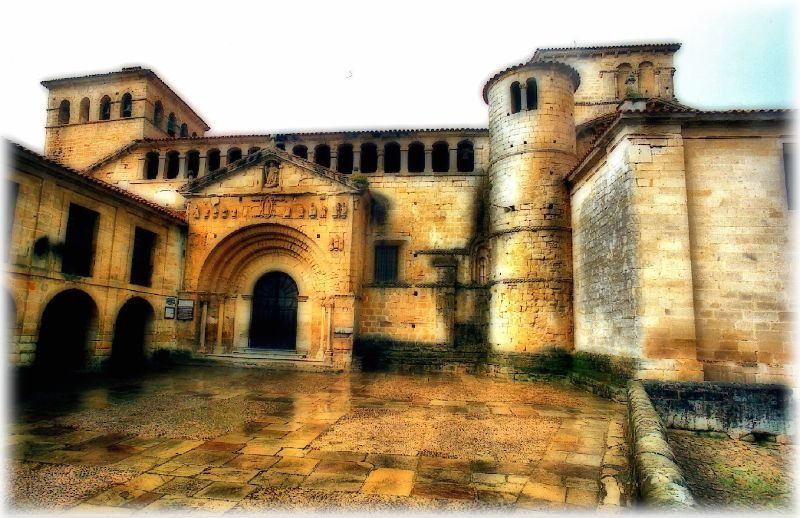
Colegiata de Santa Juliana situada en Santillana del Mar, en la merindad de las Asturias de Santillana. En esta población residía el merino o representante regio.

En el año 714 las fuerzas del Califato omeya llegan a conquistar los valles altos del Ebro y Amaya, la capital cántabra, obligando a los cántabros a ceñirse a las tradicionales fronteras bélicas, para organizar su defensa. En las primeras crónicas de la Reconquista sigue apareciendo Cantabria definida como región. Así, en la Crónica albeldense al tratar de Alfonso I dice «iste Petri Cantabriae ducis filius fuit», con lo que, junto a la figura de Pedro, se nombra el título de duque de Cantabria, que atestigua la territorialidad de su ducado.
A partir de este periodo el corónimo de Cantabria desaparece al producirse una sustitución parcial del mismo motivado por dos factores: 
- La expansión del término «Asturias» hasta la mitad occidental de la región.
- El desplazamiento del ducado de Cantabria más al sur de la cordillera Cantábrica con unos supuestos límites imprecisos.

Este último caso es consecuencia de las referencias contenidas en la Vita de Sancti Aemiliani (Vida de San Millán) sobre la predicación en Cantabria de este eremita del siglo VI, que hicieron que este topónimo se ubicase próximo a la actual ciudad de Logroño, en torno a la denominada sierra de Cantabria.
De este modo, las fuentes documentales durante la Edad Media apenas si hacen referencia a Cantabria con este nombre, dado que, como se ha comentado, prevalecerá el de Asturias con las comarcas denominadas Asturias de Santillana, Asturias de Trasmiera y Asturias de Laredo. 
La situación geográfica de Cantabria, a caballo entre los reinos cristianos de León, Castilla y Navarra hizo que su territorio sufriera directamente las tensiones fronterizas entre ambos, lo que dio lugar a sucesivos fraccionamientos e integraciones parciales en unos y otros. A comienzos del siglo XIII se estabilizan las fronteras de estos reinos y vuelve a documentarse la presencia de una Cantabria unida territorialmente. En este periodo Alfonso X lleva a cabo una reorganización de las merindades, integrándolas en la Merindad Mayor de Castilla y reconociendo como tales las viejas comarcas de Asturias de Santillana, Liébana, Campoo, Trasmiera y la zona de Asón y Ontón, en ocasiones denominada como Vecio.

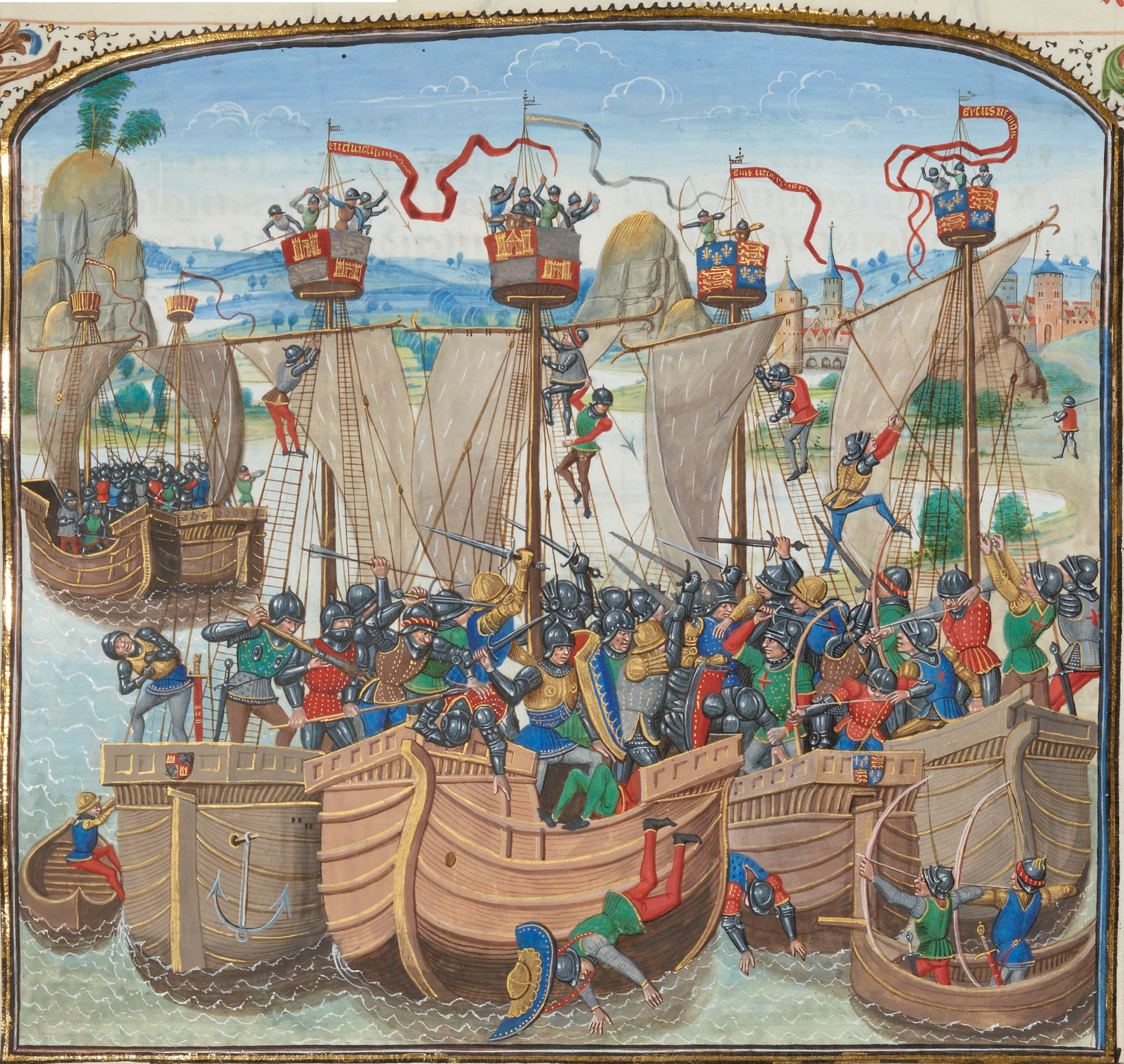
Batalla naval de La Rochelle (miniatura francesa del). En ella la flota castellana, formada por naves cántabras, obtiene una victoria contundente frente a la armada inglesa, pasando el control del canal de la Mancha a manos de Castilla.

A partir del núcleo inicial configurado por la Hermandad de las Cuatro Villas —Santander, Laredo, Castro-Urdiales y San Vicente de la Barquera— se forma la Hermandad de las Marismas, uniéndose así a todos los puertos importantes situados al este de Asturias.
De los puertos cántabros se formaban y partían armadas con destino al resto de Europa y el Mediterráneo. Las referencias sobre sus hecho de armas se ven incrementadas a partir del siglo XIV con las diferentes marinas de guerra que actuaron en el Mediterráneo. Cada una de las Cuatro Villas de la Costa comprometían al rey una galera siempre dispuesta, así como su respectiva dotación armada. Fue tal la importancia que la Hermandad de las Cuatro Villas de la Costa tuvo que llegó a rivalizar con la Liga Hanseática, frenando su expansión hacia el sur del Arco Atlántico.
Durante la Guerra de los Cien Años, la política naval de los Trastámara elegirá Santander como base naval de las sucesivas armadas que se organizaron. De este puerto partieron en 1372 las doce galeras comandada por el almirante genovés Ambrosio Bocanegra que vencieron en la batalla de La Rochelle frente a los ingleses, o la del vallisoletano Pero Niño, quien atacó Plymouth, Portland y otras ciudades inglesas y llegó a remontar con sus naves el Támesis.
Navegantes y barcos de la armada cántabra formarían el germen de lo que sería la futura Marina Real de Castilla.
La participación cántabra en la reconquista de la península ibérica a los musulmanes se fraguó en dos frentes. Por un lado mediante una función repobladora de los foramontanos y por otro a través del esfuerzo de guerra de sus gentes.
Desde el siglo XIII, en el que marinos cántabros se distinguieron en la de diferentes ciudades musulmanas (Cartagena, Tarifa, etc.), fue constante e ininterrumpida su participación en el proceso de consumación de la Reconquista castellana en la mar. La flota de naves de las Cuatro Villas de la Costa participaron también en la toma de Sevilla en 1248, rompiendo el puente de barcas que unía Triana y Sevilla al mando de Ramón Bonifaz. Este hecho de armas ha quedado representado con una nao y la Torre del Oro de Sevilla en el escudo de Santander.
Por otro lado ciudades andaluzas como Cádiz y El Puerto de Santa María fueron repobladas con familias procedentes de los puertos del Cantábrico. En el caso de Cádiz la mayoría procedían de Castro Urdiales, y en el del Puerto de Santa María, de Santoña, conocida entonces como Santa María del Puerto.
Ya durante la última acción de la Reconquista, en la toma del Reino de Granada, asistieron a los Reyes Católicos para su conquista los distintos valles y villas de Cantabria mediante soldados de Trasmiera y Asturias de Santillana por tierra y en la mar marineros de las Cuatro Villas. Buena parte de los fueros, privilegios y franquicias conseguidos por estos valles y villas los obtendrían de los reyes de Castilla en reconocimiento a su participación en el esfuerzo llevado a cabo durante la Reconquista.
Con los Reyes Católicos desaparece la Hermandad de las Marismas, quedando el Corregimiento de las Cuatro Villas, que abarca las áreas de influencia de los puertos de la antigua Hermandad de las Cuatro Villas (casi toda Cantabria). Sus juntas se celebraban o en Bárcena de Cicero o en turno rotatorio entre las villas que la componían, prestándose especial atención a que ninguna prevaleciera sobre las demás.

## Cantabria en la Edad Moderna

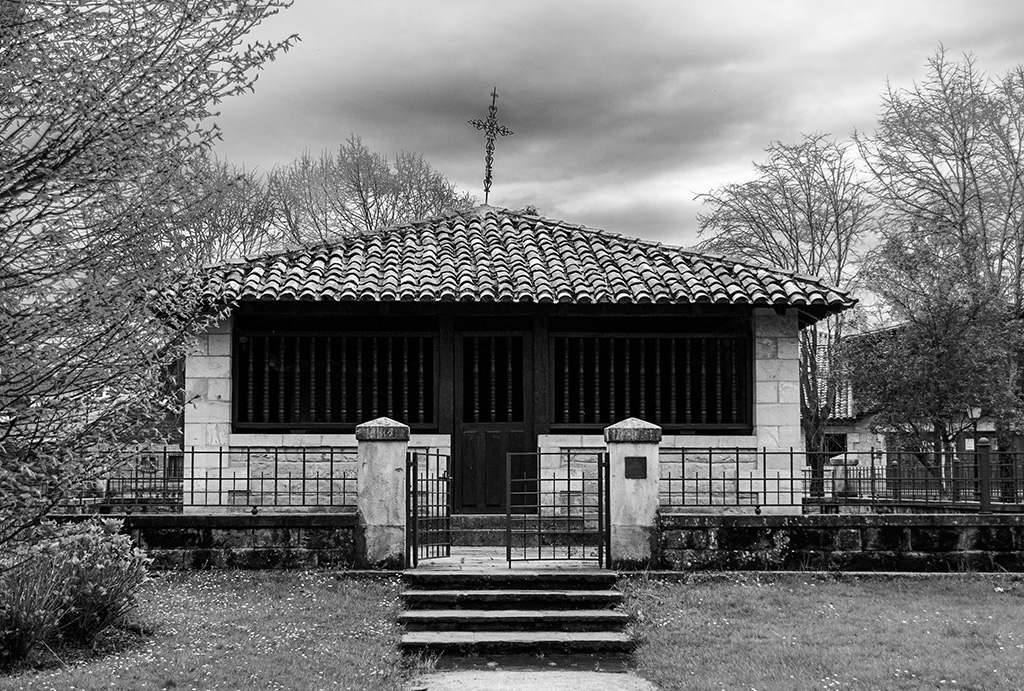
Casa de juntas de Puente San Miguel. De aquí surgió el 28 de julio de 1778 la provincia de Cantabria, germen moderno de lo que hoy es la comunidad autónoma de Cantabria.

En el siglo XVI se difundió a nivel popular y literario el uso del nombre de La Montaña para designar a las tierras de la cordillera Cantábrica, en contraposición al resto de Castilla la Vieja, en la mitad norte de la Meseta Central. Esta distinción ha llegado hasta nuestros días.
Durante la Baja Edad Media y el Antiguo Régimen los grandes señoríos de Cantabria estuvieron dominados principalmente por tres de las grandes casas nobiliarias españolas, los Mendoza (duques del Infantado, marqueses de Santillana); los Manrique de Lara (marqueses de Aguilar de Campoo, condes de Castañeda) y los Velasco duques de Frías, condestables de Castilla). 
La controversia sobre su localización geográfica vino determinada por el hecho de que durante la Edad Media el topónimo de Cantabria se perdió o se usó de forma genérica o inexacta, y se alargaría hasta el siglo XIX. En el siglo XVI numerosos eruditos, principalmente vizcaínos y guipuzcoanos, basados en la única lengua prerromana de la península ibérica, el euskera, elaboraron la hipótesis de situar la Cantabria antigua al este del río Asón, en el País Vasco y las zonas limítrofes de Navarra y La Rioja, basándose en la existencia del citado monte que conserva el topónimo, la sierra de Cantabria, así como las citas conservadas en las Glosas Silenses, del siglo XII, y de la Crónica del Tudense del siglo XIII, que situaban el ducado de Cantabria en La Rioja. Estas conjeturas contribuyeron a crear un estado de opinión que hizo que está creencia se consolidara hasta la segunda mitad del siglo XVIII.
A estas teoría se opusieron estudiosos como Jerónimo de Zurita, Arnaud Oihenart o Francisco de Sota entre otros. Tal como fuera las discusiones entre vasco-cantabristas y cantábrico-montañeses, no exentan de descalificaciones personales, se extendieron durante todo el siglo XVII y el XVIII. 
No será hasta 1796 cuando se zanje definitivamente la gran controversia sobre la situación y extensión de la Cantabria antigua gracias a obras tan trascendentales para el conocimiento de la historia regional como La Cantabria: disertación sobre el sitio y extensión del padre agustino e historiador Enrique Flórez de Setién. Este, basándose en sus buenos conocimientos de las fuentes clásicas y de la geografía montañesa, puso fin a la contienda, refutando todos los argumentos de las tesis vasco-cantabristas y situando el solar de los cántabros en donde hoy conocemos.
Paralelamente a este interés por los cántabros y a la clarificación de la aludida polémica se aplicó el nombre de cántabro o Cantabria en el territorio montañés a diversas instituciones, organismos y jurisdicciones.

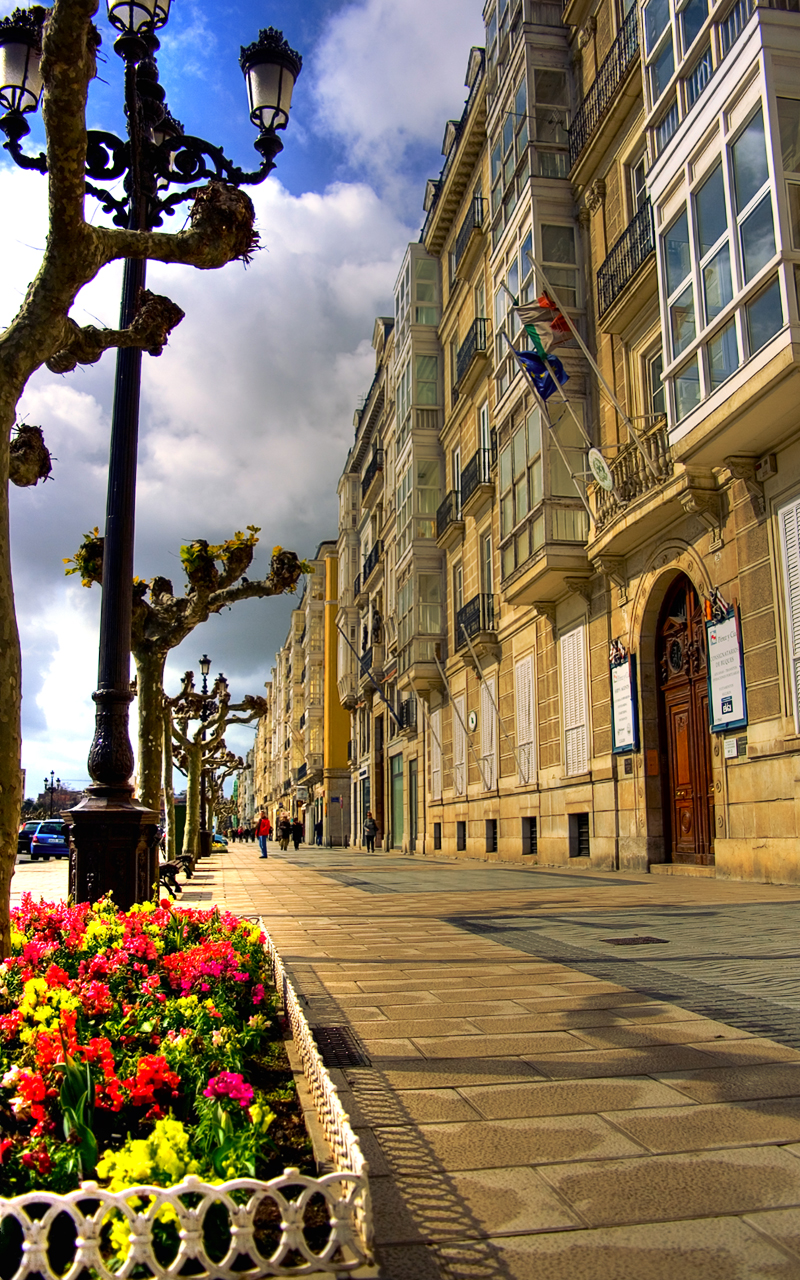
Paseo de Pereda en el ensanche de Santander. Este ensanche de población, construido entre mediados del a finales del, es consecuencia del auge económico de la burguesía mercantil. Fue uno de los primeros que se realizaron en España e impulsó el desarrollo urbano de la ciudad, que amplió su espacio construido hacia el este en 2690 m².

Los siglos XVII y XVIII fueron centurias de decadencia para las Cuatro Villas de la Costa. Su actividad únicamente se reducía a la pesca ya que el comercio marítimo en el Cantábrico era acaparado por Bilbao. Únicamente Santander llegaría a hacer frente a esta dinámica a partir de 1754 al confluir iniciativas particulares con intereses estratégicos del Estado. A partir de este año la actual capital cántabra polariza el desarrollo de Cantabria: en 1754 el papa crea el obispado de Santander a instancias del padre Rávago; en 1755 Fernando VI otorga a Santander el título de ciudad; entre 1775-1778 se permite al puerto santanderino comerciar con América; en 1785 se erigió en ella el Consulado del Mar y Tierra; en 1791 pasa a ser sede de la Sociedad Cantábrica de Amigos del País; y en 1801 se la elige como capital de la provincia marítima de Santander, nombre que lograría mantener con el mayor de los celos.
Paralelamente el resto de jurisdicciones de la región venía persiguiendo, desde 1727, la integración de sus territorios en una entidad más cohesionada, a semejanza del Principado de Asturias o el señorío de Vizcaya. Tal pretensión lograría fraguar en 1778 con la constitución de la provincia de Cantabria en la casa de juntas de Puente San Miguel.
La agricultura de subsistencia, complementada con una significativa cabaña ganadera, fue la base económica de la región durante toda la Edad Moderna. El minifundio, e incluso microfundio, era la característica principal del terrazgo cultivado. Apenas existían grandes propietarios de tierras, lo que hacía que esta estuviese muy particionada y repartida, explotándose muchas de las veces en régimen de aparcería, lo que permitía que el acceso a la propiedad incluso a las clases más desfavorecidas. La exigua y deficitaria producción agrícola se sustentaba en cultivos de escasa adaptación al territorio y clima de Cantabria: trigo, mijo, centeno y cebada. Es por ello que la importación de cereales de Castilla, Andalucía y Francia era crónica. Únicamente con la introducción del maíz, un tipo de cultivo que se adaptó perfectamente a las características edáficas y de explotación de la región, se consiguió la autosuficiencia de grano por primera vez en la historia de Cantabria.
En cuanto a la ganadería, esta era mayoritariamente vacuna compuesta principalmente por bueyes y vacas "duendas", es decir las destinadas a la labor del campo. Se aclimatan progresivamente otras razas europeas con mayor producción de carne y leche, que van desplazando a las autóctonas, como la pasiega, la tudanca o la campurriana. También existía una cabaña ovina y caprina, además de la esencial porcina, imprescindible esta última para la alimentación familiar ya que a través de la matanza se proporcionaba las proteínas básicas para la alimentación de las unidades familiares a lo largo de todo el año.
En este periodo de la historia de Cantabria la industria se seguía centrando en la transformación alimentaria a través de aceñas y conservas de pescado. No obstante surgiría durante estos siglos una importante industria especializada en la construcción naval, sustentada por las fuertes demandas del Estado a partir del reinado de Felipe II y focalizada en los astilleros de Guarnizo y Colindres. 
Del mismo modo la implantación de la primera industria armamentística del país con la construcción de la Real Fábrica de Artillería de La Cavada, la cual no solo fundía y equipaba de cañones a los buques de la armada para la defensa de los vastos territorios españoles de ultramar, sino que también abastecía de herrajes y clavazón a las citadas atarazanas. La creación de estos altos hornos y astilleros produjo, como consecuencia del consumo insostenible de madera para la producción de carbón vegetal y navíos, una fuerte alteración del paisaje en cuencas como la del río Miera derivada de una rápida deforestación del territorio.
Tras el resurgimiento comercial del puerto de Santander y la apertura del camino de Reinosa, este crecimiento industrial sería acompañado de nuevas industrias de molturación de harinas, cervezas, curtidos, jabones, tejidos, etc. próximas a la ciudad. En la segunda mitad del siglo XVIII al puerto santanderino se le habilita para el tráfico marítimo con América, lo que le permite alcanzar volúmenes de intercambios con las colonias americanas españolas y Europa que le colocaron entre los primeros del país.

## Provincia de Cantabria
En 1727 se producirá el primer intento de lo que sería después la provincia de Cantabria.
Aun así, el alto grado de autonomía que disfrutaban las pequeñas entidades en que estaba fraccionado el viejo solar de Cantabria, conjugado con la proverbial pobreza de recursos, siguió siendo la razón principal de su debilidad, incrementada con el progresivo avance de la eficacia administrativa del centralismo borbónico, por lo que cada día se mostraba más evidente la imposibilidad de hacer frente en solitario a la multitud de problemas de todo tipo: desde las siempre difíciles comunicaciones hasta las trabas para el ejercicio de la justicia, desde las dificultades para el abastecimiento en épocas duras, hasta la saca indiscriminada de levas de soldados, y sobre todo la progresión de las imposiciones fiscales. Todo ello determinó que se aceleraran los contactos entre las villas, valles y jurisdicciones. En esta ocasión se polarizaron en torno a las Juntas de la Provincia de Nueve Valles, conducidos por los diputados elegidos a través de los órganos tradicionales de autogobierno. Dos fueron los hechos que catalizaron la culminación del proceso de integración en este segundo intento:
- Por un lado el interés colectivo por evitar contribuir a la reconstrucción del puente de Carlos III de Miranda de Ebro, según imponía la orden del intendente de Burgos de 11 de julio de 1775, cuando aquel mismo año había sufrido Cantabria dos tremendas inundaciones: 20 de junio y 3 de noviembre.

- Por otro la necesidad de hacer frente mancomunadamente a la gran cantidad de bandidos que actuaban impunemente en Cantabria, ante la inoperancia de la justicia por la escasez de recursos.

Tras la convocatoria enviada por el diputado general de Nueve Valles para que acudieran a la Junta que había de celebrarse en Puente San Miguel el 21 de marzo de 1777, las jurisdicciones afectadas por éstos y otros males, mandaron a sus respectivos diputados con poderes suficientes para que pudieran decidir el agregarles a la provincia de los Nueve Valles, según decían unos, para unirse y acompañarse según otros, y en definitiva, para ser unos con los demás, como manifestó el Concejo de Pie de Concha.
En aquella Junta General se establecieron las bases y pusieron en marcha las gestiones que habrían de desembocar el año de 1778 en la unidad administrativa y jurisdiccional. Todo ello culminó en el éxito de la Asamblea celebrada en la casa de juntas de Puente San Miguel el 28 de julio de 1778, donde quedó constituida la provincia de Cantabria, mediante el acto de aprobar las ordenanzas comunes, confeccionadas para aquel fin y previamente discutidas y aprobadas en los concejos de todas las villas, valles y jurisdicciones comprometidas. Eran, además de los Nueve Valles, Rivadedeva, Peñamellera, Provincia de Liébana, Peñarrubia, Lamasón, Rionansa, Villa de San Vicente de la Barquera, Coto de Estrada, Valdáliga, Villa de Santillana del Mar, Lugar de Viérnoles, Villa de Cartes y su jurisdicción, Valle de Buelna, Valle de Cieza, Valle de Iguña con las villas de San Vicente y Los Llares, Villa de Pujayo, Villa de Pie de Concha y Bárcena, Valle de Anievas y Valle de Toranzo.
Escarmentados por el fallido intento del año 1727 el primer objetivo a cubrir consistió en conseguir la aprobación por el rey Carlos III de la unión de todos en una provincia, cuya ratificación la lograrían mediante Real Provisión el 22 de noviembre de 1779.
Las veintiocho jurisdicciones que asumieron en primer lugar el empeño de crear la Provincia de Cantabria, postularon con toda claridad su voluntad de que en ella se incluyeran todas las demás que formaban el Partido y Bastón de las Cuatro Villas de la Costa. En consecuencia establecieron toda clase de facilidades para la integración, que podían realizar en cualquier momento que así lo solicitasen, sujetándose a las ordenanzas, con los mismos derechos y deberes de las fundadoras, en el plano de la más estricta igualdad. De este modo se fueron agregando la Abadía de Santillana, los valles de Tudanca, Polaciones, Herrerías, Castañeda, la Villa de Torrelavega y su jurisdicción, Val de San Vicente, Valle de Carriedo, Tresviso y las villas pasiegas de La Vega, San Roque y San Pedro, así como la Ciudad de Santander con su Abadía de los Cuerpos Santos.
A causa de la competencia de Laredo, el Ayuntamiento de Santander, que al comienzo había aceptado la titulación de Cantabria para la provincia creada a principios del siglo XIX, reaccionó después imponiendo que se la denominará con su nombre para que no hubiese duda alguna de cual era su capital. Cuando en 1821 la Diputación Provincial presentó en las Cortes constitucionales su proyecto definitivo sobre la fijación de los límites de la provincia y de los partidos judiciales, proponiendo la denominación de provincia de Cantabria, el Ayuntamiento de Santander replicó imponiendo «que a esta provincia se le conserve el nombre de Santander». Aun así, muchos periódicos exhibieron en sus cabeceras el nombre de cántabro o Cantabria.

## SigloXIX

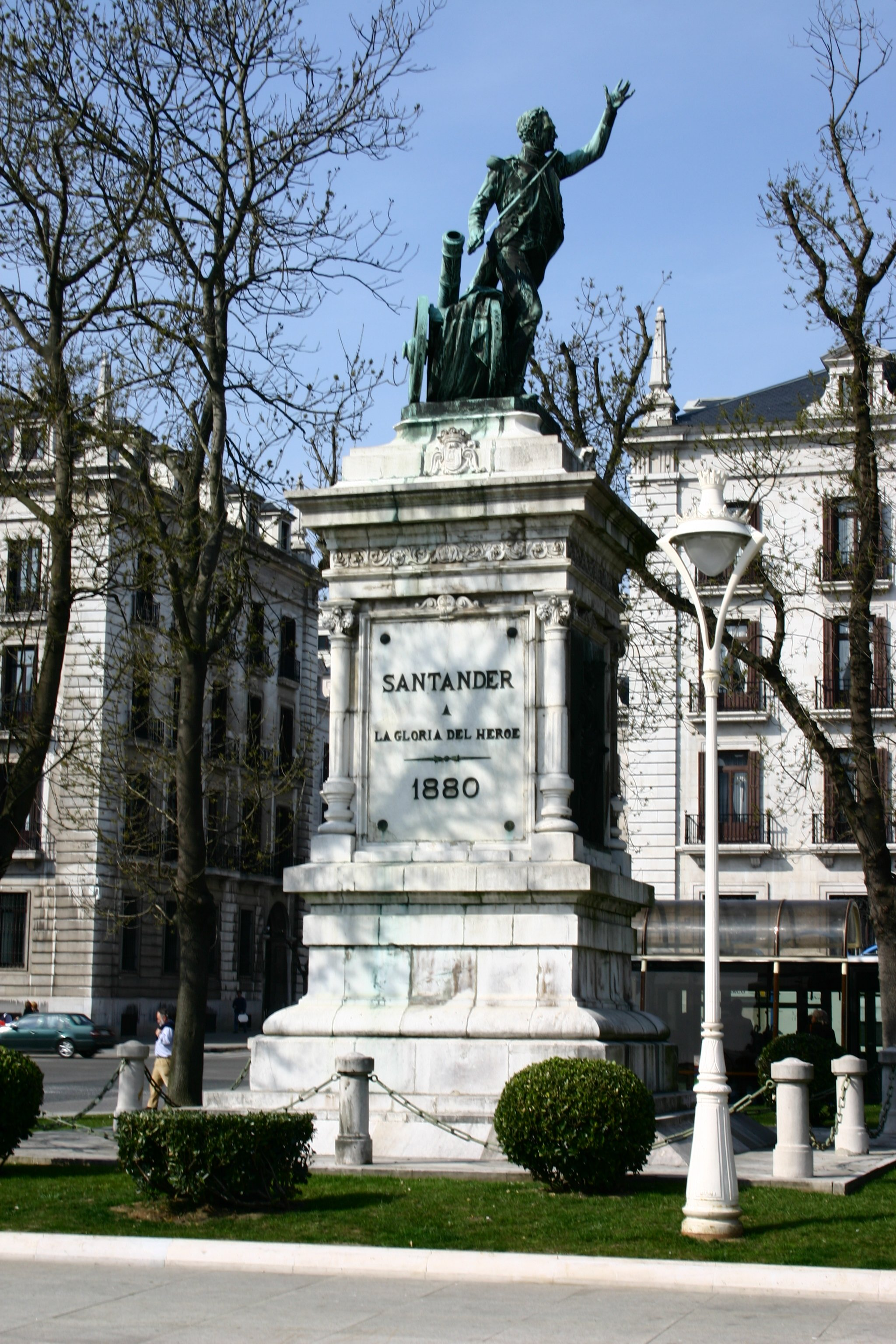
Estatua erigida en Santander a la memoria del capitán de artillería Pedro Velarde Santillán, héroe cántabro de la Guerra de la Independencia Española muerto durante el levantamiento del 2 de mayo de 1808 en Madrid.

El levantamiento contra la invasión napoleónica de 1808 va a significar el inicio del colapso del Antiguo Régimen (absolutismo político, economía feudal y desigualdad jurídica) y el doloroso comienzo de la Edad Contemporánea en España. Nacía así un convulso siglo XIX marcado por la pugna del liberalismo (régimen constitucional, igualdad de derechos y economía de libre mercado) para desmontar las estructuras socioeconómicas y políticas del Antiguo Régimen (absolutismo político, desigualdad jurídica y sociedad estamental) e integrar un mercado a nivel nacional, frente a la resistencia de los grupos privilegiados –nobleza y clero- y amplias capas de un campesinado apegado a sus tradicionales modos de subsistencia. 
Cantabria fue un escenario más de esa lucha. Si a comienzos del siglo XIX era una región abrumadoramente rural en la que se hallaban sólidamente asentadas las estructuras feudales, el liberalismo se introducirá de la mano de la burguesía mercantil santanderina. Esta, que había construido su éxito a la sombra del Antiguo Régimen, se inclinará hacia la revolución liberal cuando aquel se convierta en un lastre para su florecimiento. No obstante, sus convicciones políticas siempre fueron eminentemente pragmáticas, anteponiendo sus intereses económicos a los principios ideológicos. 
De hecho, sus integrantes siempre se movieron entre la necesidad de romper las barreras jurídicas que frenaban su enriquecimiento y el temor a que los cambios se les escaparan de las manos para transformarse en una revolución popular. Este temor, unido a la debilidad de una burguesía consecuente con una economía poco desarrollada, llevaría al liberalismo cántabro (y español) por la senda de la moderación y el pactismo. De ese modo, el régimen que finalmente se impuso a partir de 1833 fue resultado de un compromiso entre las viejas y nuevas élites sociales (en Cantabria, la oligarquía rural nobiliaria y la burguesía mercantil), configurando un Estado de propietarios erigido en defensa de sus respectivos intereses.
Los damnificados de ese pacto fueron los campesinos, que integraban el grueso de la población cántabra. Eran, sin duda, un conjunto heterogéneo en el que contrastaban las situaciones de pequeños y medianos propietarios, aparceros o jornaleros, lo que influirá en su respuesta ante los nuevos tiempos y su adaptación al capitalismo. Pero para la mayoría de no propietarios, labradores de tierras ajenas en condición de colonos, la extensión de las reglas del libre mercado impuestas por el nuevo régimen iba a serles especialmente perjudicial.

### El ocaso del Antiguo Régimen
Ante la noticia del secuestro de la familiar real, retenida por Napoleón en Bayona, y frente a la clara actitud invasora de las tropas francesas penetradas en territorio español con la excusa de invadir Portugal, estalla una rebelión en Madrid el 2 de mayo de 1808, en la que destacaron los capitanes Luis Daoíz y Pedro Velarde, este último natural de Muriedas (Valle de Camargo). Duramente reprimida, el levantamiento popular se extiende por toda la geografía nacional. 
En un primer momento las autoridades civiles y religiosas de Santander permanecieron a la expectativa, optando por la prudencia y el control de la situación frente a un doble temor: el posible castigo francés ante cualquier acción reivindicativa y el miedo a un levantamiento popular incontrolable. Este se produce finalmente el 26 de mayo de 1808, por lo cual las autoridades deciden encabezarlo procurando contener los impulsos populares. Se constituye así una Junta Suprema Cantábrica presidida por el obispo Rafael Tomás Menéndez de Luarca -que asumió el título de Regente de la provincia-, declarado enemigo de la revolución y de las ideas ilustradas. En colaboración con Asturias se organiza un Armamento Cántabro dirigido por el coronel Velarde e integrado por 5000 voluntarios destinados a controlar los accesos de la cordillera. No obstante, la reacción francesa enviada desde Burgos logra sendas victorias en Lantueno y el puerto del Escudo, tomando Santander el 23 de junio, de donde ya habían huido las autoridades y parte de los ciudadanos. Al frente de la alcaldía en tan difícil situación se colocó a Bonifacio Rodríguez de la Guerra, quien hubo de bascular entre el sometimiento a los ocupantes y el intento de templar las represalias; lo cual le acarrearía acusaciones de afrancesado y traidor tras la guerra.
La resistencia guerrillera se extendió a toda la geografía regional, destacando cabecillas como Juan López Campillo en la zona oriental o Juan Díaz Porlier El Marquesito, militar de inclinaciones liberales que instaló su base de operaciones en Liébana; reorganizó las fuerzas del Armamento bajo la nueva denominación de División Cántabra, incorporando varios regimientos y batallones como los Húsares de Cantabria (caballería) o los Tiradores de Cantabria (infantería). La lucha ocasionó numerosos combates que costaron terribles pérdidas humanas y materiales. El año crucial fue 1812, cuando la retirada de efectivos franceses hacia el frente ruso, una ofensiva guerrillera a escala nacional y la campaña de Wellington desde Portugal quebraron el poderío napoleónico, obligando a José I a abandonar Madrid y a las tropas de ocupación a replegarse al norte. En Cantabria la base francesa se acantona en Santoña, cuyo carácter casi insular y sus construcciones defensivas la convertirán en un baluarte inexpugnable hasta la retirada francesa en 1814, finalizada ya la guerra (hecho que llevó a denominarla “Gibraltar del Cantábrico”). El último acto de guerra en territorio cántabro tuvo lugar el 11 de mayo de 1813, cuando las tropas francesas, en su retirada y tras un largo asedio, tomaron Castro-Urdiales provocando un baño de sangre.
El retorno del deseado Fernando VII tras su sumisa actitud frente a las pretensiones de Napoleón (extensiva a toda la familia real), significó la restauración absolutista, derogando la Constitución de 1812 y la labor legislativa de las Cortes de Cádiz, e implantando un régimen de marcado carácter represivo. Regresadas a Santander las antiguas autoridades, la reacción encontrará en el obispo Menéndez de Luarca a su mejor representante (la Iglesia absolutista y ultraortodoxa surgió de la guerra envuelta en un aura de legitimidad). No obstante, poca oposición pudieron hallar los absolutistas en un campesinado amenazado por el hambre y alejado de las querellas políticas, o en una burguesía dispersa, arruinada y contemporizadora con el orden social.
Pese a ello, el evidente fracaso de la restauración fernandina en asegurar las condiciones que permitían el enriquecimiento de la burguesía santanderina inclinarán a esta a secundar el alzamiento liberal de 1820, iniciado en Cádiz y propagado a la guarnición militar de Santoña. El proyecto reformista del Trienio Liberal (1820-1823) fue abortado, sin embargo, por sus propias contradicciones internas y una oposición tradicionalista apoyada por las monarquías absolutistas europeas. Así, el retorno a la acción guerrillera rural que supuso la proliferación de partidas realistas, de importante presencia en nuestra región, fue seguida de una nueva invasión francesa, la de los Cien Mil Hijos de San Luis, que abolió la Constitución, suprimió el Parlamento y reinstauró los poderes absolutos del monarca. En Cantabria solo Santoña resistió varios meses, mientras el exgobernador Quesada regresaba a Santander al frente del autodenominado Ejército de la Fe. La escasa defensa del régimen liberal se explica por haberse enajenado casi todo el apoyo social que pudo tener en un principio. Si las clases populares se vieron defraudadas por unas medidas que en nada resolvían sus más acuciantes necesidades, los sectores burgueses, asegurados sus negocios, no estaban interesados en reformas democráticas y sí en apoyar cualquier fuerza dispuesta a imponer el orden social.
Se iniciaba así el último tramo del reinado de Fernando VII, la Ominosa Década (1823-1833), cuyo principal brazo represor serán los voluntarios realistas, germen de las futuras partidas carlistas. Se constituyó así una Brigada de Cantabria cuerpo paramilitar comandado por Bernardino González de Agüero e integrado por 7000 hombres distribuidos en 13 batallones: los de Hoznayo, Carriedo, Merodio (hoy Asturias), Molledo, Ampuero, Cesto, Soncillo (actualmente Burgos), Puente Nansa, Santander, Toranzo, Cabezón de la Sal, Cayón y Mena (también en Burgos). Constituyeron la fuerza hegemónica del período, instrumento de la línea más dura del absolutismo y las oligarquías rurales para imponer sus tesis políticas.

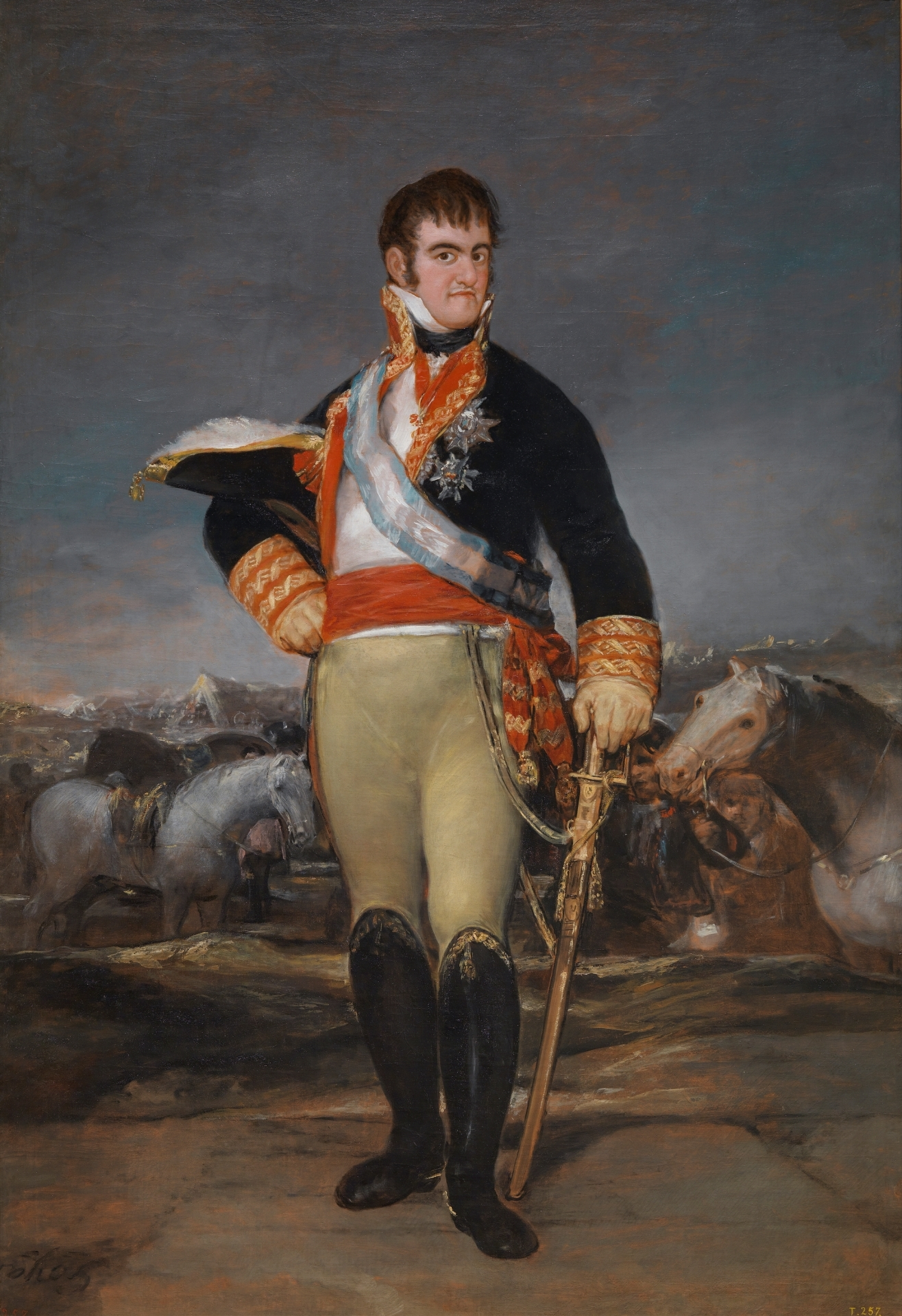
Retrato de Fernando VII. Francisco de Goya. Museo Municipal de Bellas Artes deSantander

### Implantación y crisis del Estado liberal
En Cantabria la guerra civil estallada tras la muerte de Fernando VII (I Guerra Carlista, 1833-1840) se hizo sentir con dureza, por la propia división interna que la región sufría. En las zonas rurales la presencia del carlismo era predominante, por su arraigo en una población agraria, en gran medida desmovilizada políticamente pero apegada a viejos usos y costumbres, sometida a la nobleza rural y muy sensible a los sermones antiliberales del clero. El liberalismo, por su parte, se restringía a algunos núcleos costeros y, esencialmente, a Santander, donde la burguesía nuevamente se veía impelida a desmontar las barreras jurídicas que el absolutismo imponía a su actividad mercantil, en aquel momento atravesando una coyuntura crítica. Este desgarramiento se verá potenciado por hallarse la región tan próxima a uno de los principales núcleos carlistas: el vasco-navarro. Ello convertía a Cantabria en un frente de guerra.

#### Guerra Carlista
El propio año de 1833 vio un potente levantamiento carlista montañés dirigido por el coronel Pedro Bárcena, con el objetivo de tomar la capital (solo esta, junto a Castro, Santoña y Laredo, permanecieron fieles a la heredera). En la misma se organizó un Batallón de Vecinos Honrados que pudo detener la ofensiva carlista en la Acción de Vargas (3 de noviembre). Ello aseguró el control liberal del territorio, pero no la extinción de las simpatías carlistas alimentadas por la cercanía del frente vizcaíno (desde donde partieron varias expediciones) y la propia incomunicación de la región. Por su parte, la organización carlista montañesa contaba con una Junta de Armamento y Defensa, dos batallones, un hospital en Carranza y una fábrica de armas en Guriezo. 
La causa de Carlos V, además de contar con la dirección de los tradicionales grupos privilegiados que veían peligrar su posición social (los antiguos linajes), se alimentaba por su base de un campesinado depauperado que se rebelaba contra un régimen político que no resolvía su situación y que atacaba hábitos tradicionales que aquellas gentes vinculaban a sus modos de vida comunitarios. La amalgama ideológica de tan heterogéneo movimiento la pondrá la Iglesia más reaccionaria, que igualmente se sentía agredida por un reformismo secularizador.
La precariedad del control de la recién creada provincia de Santander (1833) por parte de la burguesía liberal, llevará a esta a “preparar” las elecciones de los nuevos Ayuntamientos formados en 1835 para asegurarse su adhesión, como afirma el propio gobernador civil en una carta dirigida al Ministerio de Fomento en enero de 1836. Se inician así, desde los mismos orígenes del Estado liberal, las prácticas clientelares que asegurarán la pervivencia del sistema, sustituyendo el inmovilismo social –o la oposición abierta- mediante la adulteración y el pucherazo. Se tejen de ese modo redes de intereses que, por toda Cantabria, recaban el apoyo político a los candidatos a cambio de favores administrados por los caciques locales, movidos más por afinidades personales e intereses particulares que por líneas programáticas de la política nacional. Funcionamiento del sistema liberal isabelino que continuará, perfeccionado, bajo la Restauración.

#### Reinado de Isabel II
El fin de la guerra civil tras la derrota carlista en Ramales de la Victoria a manos del general Espartero (1839), iniciará un período de relativa estabilidad gubernamental que posibilitará el crecimiento económico. Para Santander significará el fin de la coyuntura crítica que se arrastraba desde finales del siglo XVIII y la continuidad de la prosperidad comercial de la ciudad, alcanzándose el cenit del sistema mercantil a mediados de siglo. Sin embargo esta calma era más aparente que real. La Monarquía constitucional se sustentaba en las facciones más moderadas del liberalismo, aliadas con los sectores tradicionalistas más pragmáticos (los grandes propietarios que se habían beneficiado de las medidas desamortizadoras). El régimen, por tanto, poseía un carácter híbrido en el que la soberanía era compartida a partes iguales por la corona y la nación, lo cual confería a la reina poderes considerables en detrimento del parlamento. Ello, sumado a la existencia de un voto restringido a los grupos más pudientes del país, alejaba la integración de amplias capas de la población en el sistema, en absoluto democrático. Además, la marginación política de los sectores progresistas del liberalismo les llevó a apoyarse en el ejército (pronunciamientos) para acceder al gobierno (como durante el Bienio Progresista, 1854-1856). 
En Cantabria, a partir de la década de los 40 se perfilan los grupos o tendencias políticas erigidos en soporte y beneficiarios del nuevo Estado: progresistas (entre quienes destacan Flórez Estrada, Arguindegui, Trueba Cosío, José María Orense o Fernández de los Ríos) y moderados; estos últimos, de mayor vigor, englobaban a liberales conservadores y antiguos absolutistas, descollando nombres como los de Viluma de la Torre, Montecastro, Hoz o Isla Fernández. Conformaron organizaciones de precaria estructura organizativa, constituyendo grupos locales movidos más por afinidades e intereses que por líneas programáticas, por lo que fue habitual la permeabilidad entre ellos. Mediada la centuria será la Unión Liberal -ensayo centrista- el partido hegemónico, caracterizado por la estabilidad, la transacción y la "desideologización"; logrará una fuerte implantación y una organización eficiente y poderosa, gracias a su identificación con el grueso de la élites locales y su cultura política clientelar y deferencial.
La Diputación Provincial, de limitadas atribuciones, se convirtió en el ámbito político donde dilucidar las tensiones de los grupos de poder.

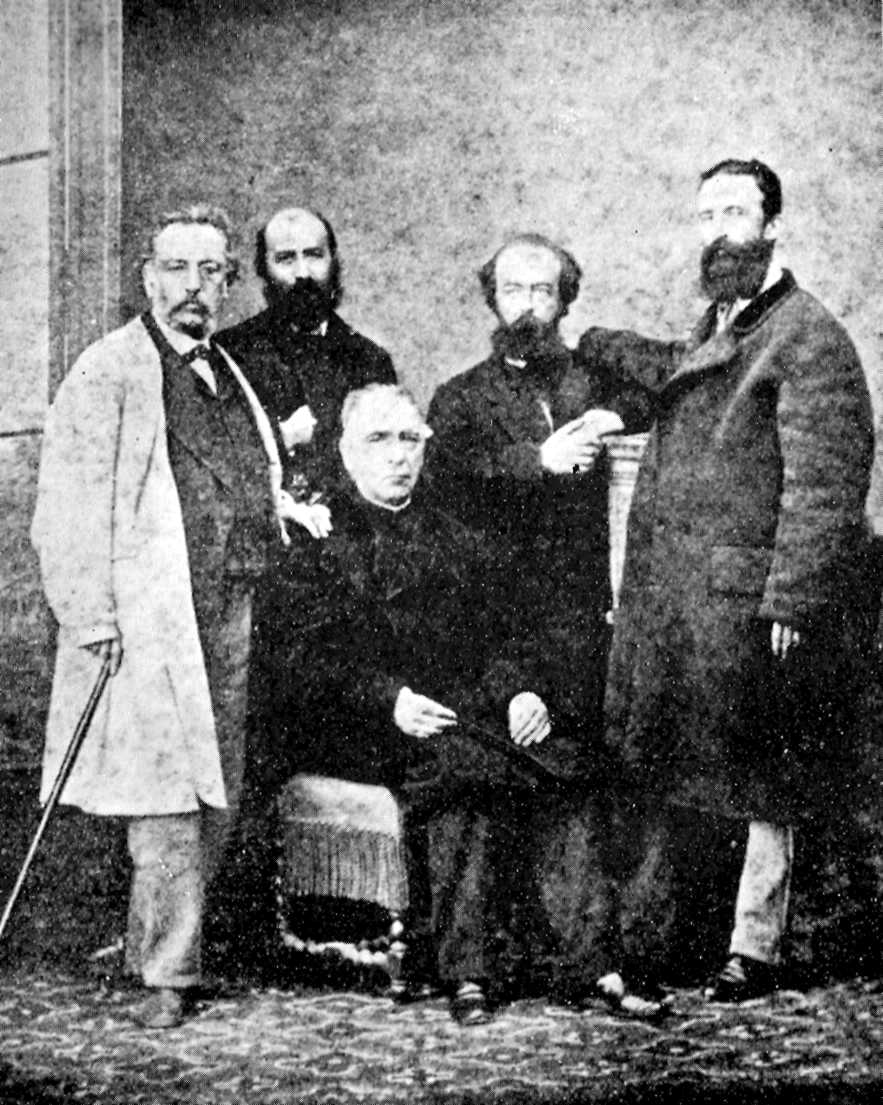
Fotografía de comienzos de 1869 en Madrid. De izq. a der. Fernando Garrido, Elias Reclus, José María Orense (sentado) destacado político demócrata nacido en Laredo (Cantabria), Aristides Rey y Giuseppi Fanelli.

Finalmente, las escasas bases sociales del régimen isabelino irán menguando según avance el reinado, de modo que, cuando estalle la crisis económica en los años 1860, confluirán de nuevo aspiraciones populares e intereses burgueses para impulsar reformas democratizadoras que permitan superar la crisis y avanzar por la senda del progreso. En Cantabria la pragmática burguesía de nuevo se tornará “revolucionaria”, apoyando un cambio que aporte soluciones a una economía mercantil que comienza a mostrar síntomas de agotamiento. Además, la carestía y el paro generados por la crisis habían deteriorado notablemente las condiciones de vida de las capas medias y bajas de la población santanderina.

#### Sexenio Democrático
La Gloriosa Revolución se iniciaba en septiembre de 1868, con la sublevación de la escuadra al mando del almirante Topete en Cádiz. Inmediatamente es secundada por la guarnición de Santoña, que apoyó con 400 soldados el levantamiento de Santander. Para reprimirlo el gobierno envió una columna de 3000 soldados al mando del general Calonge, enfrentada a una ciudad defendida por 500 soldados y carabineros junto a 200 paisanos. El avance obligó a la retirada naval de los sublevados, pero la victoria del general Serrano en la batalla de Alcolea sentenció el fin del reinado de Isabel II, iniciándose el Sexenio Democrático (1868-1874).
Este fue un proyecto reformista apoyado por el liberalismo más progresista y los nuevos grupos demócratas, republicanos y federalistas. Perfilaron un régimen democrático, basado en la libertad política y el sufragio universal masculino, y cuyo centro debía ser el parlamento, al tiempo que impulsaban medidas liberalizadoras que debían romper los obstáculos al desarrollo económico. En Santander despertó un júbilo republicano sustentado en nuevos grupos socio-profesionales (clases medias) surgidos de las actividades económicas desarrolladas alrededor del sector mercantil. En el resto de la región, por el contrario, contó con una escasa adhesión. De hecho, la efervescencia revolucionaria impulsará una reorganización de los tradicionalistas, movilizados en torno a la defensa de la ortodoxia católica frente a la promulgación de la libertad de cultos, a los que se sumarán sectores del liberalismo moderado descontentos con el sesgo “populista” que adquiría la revolución. Así pudieron presentar una candidatura por el distrito de Cabuérniga en la persona del escritor José María de Pereda, que salió elegido diputado a Cortes en 1871.
Pese a sus intenciones, el proyecto democrático acabará naufragando. Por un lado sus impulsores no lograron consolidar un sistema político estable, enzarzados desde el principio en todo tipo de disputas que en nada ayudaron a legitimarlo. Esto, sumado a la consecución de la crisis económica y la sensación de caos social, alejó progresivamente a los grupos burgueses, temerosos de que la libertad política abriera la puerta a la revolución social. Además la insurrección en Cuba hacía peligrar el mercado colonial (fundamental para la economía santanderina), negándose aquellos tanto a una solución pactada como a la liberación de los esclavos. 
También las bases populares vieron frustradas sus esperanzas de mejora; la escasez de fondos llevó al gobierno a mantener los odiados impuestos por consumos, mientras que la triple guerra a la que tuvo que enfrentarse –colonial, cantonalista y carlista- le obligó a seguir recurriendo al servicio militar por quintas, leva obligatoria para las familias más humildes. Privados de apoyos y carentes de recursos para afrontar sus reformas, las minorías demócratas que sustentaban la frágil república instaurada en 1873 no pudieron detener un nuevo pronunciamiento que en diciembre del año siguiente instauraba en el trono a Alfonso XII, hijo de la depuesta reina.

### Hacia la especialización ganadera
Fuente de ingresos fundamental para la gran mayoría de la población en los albores del siglo XIX, la agricultura adolecía de serias carencias que la condenaban a ser un sector volcado en la subsistencia. Las aldeas que conformaban el paisaje cántabro trabajaban un policultivo –maíz, alubias, patatas, viñas- dirigido a su propio sustento, de modo que la escasa productividad de las pequeñas parcelas que las familias debían trabajar les condenaba a sufrir pésimas condiciones de vida. La falta de capital, a su vez, derivaba en una carencia de inversiones que impedía modernizar las explotaciones agrícolas, siendo el agro cántabro incapaz de romper el círculo del subdesarrollo.
El atraso en las labores agrícolas, además de por sus carencias tecnológicas, que condenaban a los trabajadores a cultivar la tierra con instrumentos medievales, también se veía inducido por la estructura de la propiedad. Un reparto consecuente con una sociedad profundamente desigual. Mientras más de la mitad de las tierras cultivables se hallaba en manos de un 10 % o 15 % de la población, las grandes familias señoriales y determinados notables locales, la mayoría de los habitantes debían conformarse con parcelas mínimas que apenas alcanzaban para su propio sustento.
Ese minifundismo tendía a camuflar la desigual distribución de la riqueza, al tiempo que las reducidas dimensiones de las parcelas significaban un serio obstáculo para mejorar la productividad agraria. Las carencias en las comunicaciones, pésimas dentro de la provincia y prácticamente inexistentes con el exterior, condenando al territorio a la desarticulación y el aislamiento, eran otra piedra más en el camino del desarrollo. 
Estas características son extensibles a las que sufría otro de los subsectores tradicionales del primario regional: la pesca. Las pequeñas barcas, de propiedad individual o colectiva, tripuladas por marineros que se repartían el producto a la parte, adolecían de una falta de capital y un atraso tecnológico que condenaba a sus familias a unas más que precarias condiciones de vida.

#### Agricultura y mercado
La nueva economía de mercado que se impone a lo largo del siglo XIX, sin embargo, alcanzará también a la tierra, provocando un ingente traspaso de los títulos de propiedad mediante numerosos contratos de compraventa. Pero ello no significará una alteración de su estructura. Una nueva élite de propietarios se consolidará con el régimen liberal, principalmente burgueses santanderinos y notables locales que adquieren tierras desamortizadas –propiedades eclesiásticas o municipales puestas en venta por el Estado-, o de agricultores arruinados que no pueden hacer frente a las crecientes deudas que atenazan sus precarias economías domésticas. 
El paisaje minifundista no se ve alterado; al contrario, se consolida, pero la extensión de la propiedad, acentuada por la práctica de los cerramientos –la apropiación por particulares de terrenos comunales de los pueblos-, restringe la tradicional práctica del colonato. Una de las consecuencias inevitables fue la emigración, puesto que la combinación de desigualdad social en el reparto de la tierra y de la debilidad de los otros sectores económicos, imposibilitaba el sostenimiento de una población en crecimiento. 
Estrategia de supervivencia o complemento de la economía familiar, la emigración había sido tradicionalmente realizada por miembros de familias más o menos acomodadas que acudían a los mercados castellanos, andaluces o americanos para integrarse en el comercio minorista, las labores artesanales o marineras y el servicio, generando así un circuito transoceánico nutrido por redes familiares (los jándalos e indianos). A partir de 1880 esta emigración se vuelca masivamente hacia América (Cuba, México, Estados Unidos) alimentada ahora por campesinos pobres (hasta un cuarto de millón llegaron a salir de la provincia antes de la Guerra Civil), incapaces de hallar su futuro en una economía escasamente desarrollada y huyendo, igualmente, de un servicio militar obligatorio que recaía en los jóvenes más pobres del país. 
La especialización ganadera y la proletarización industrial a partir de 1900 no harán sino reforzar esos flujos. Por otro lado, las remesas de dinero que enviaron o trajeron a su vuelta (el 8,86 % del PIB regional en 1913) resultaron fundamentales para salvar muchas economías familiares y permitir a otras el acceso a la propiedad de la tierra; pero igualmente para fomentar innumerables obras sociales, como las casas de salud o las escuelas que proliferaron por toda la región.
Las propuestas reformistas chocaron siempre con obstáculos insalvables: la negativa de las clases poderosas a cualquier cambio de estatus, la carencia monetaria y cultural de los agricultores que les impedía afrontar las transformaciones necesarias, un período de convulsiones políticas y sociales que dificultaban cualquier iniciativa global o la perpetua insolvencia financiera del Estado, que le imposibilitaba abordar reformas en profundidad. Ante la inviabilidad de alterar la estructura de propiedad, se impuso la idea de que el único camino habría de ser la especialización productiva y, atendiendo a las características geográficas y climáticas de la región y a la disponibilidad de mano de obra, aquella apuntaba en la línea de la especialización ganadera.

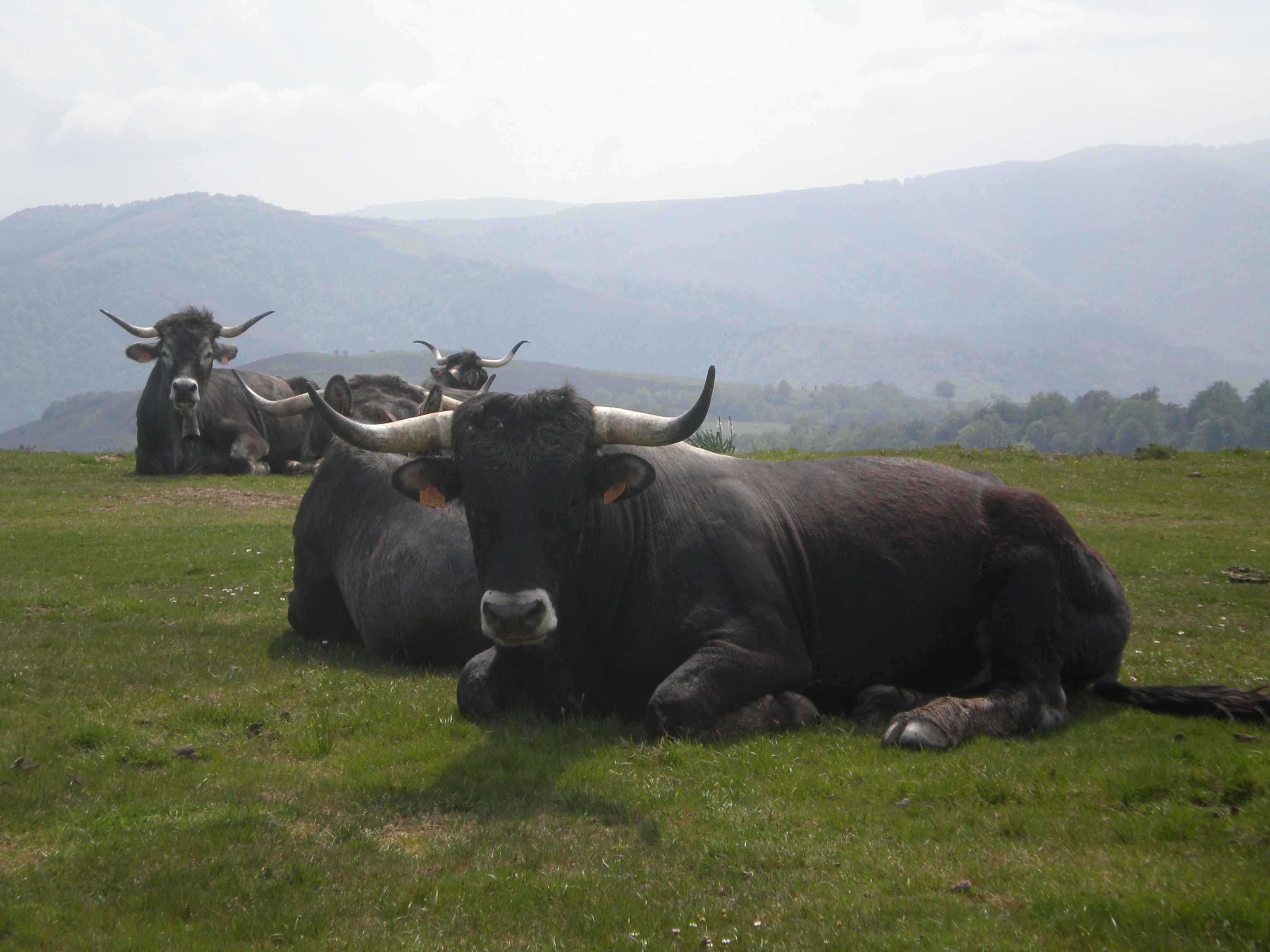
Toro y vacas tudancos a los pies del Pico Mozagro, Mazcuerras.

Sin embargo esta posibilidad se enfrentaba, de nuevo, a un obstáculo aparentemente insalvable: la propia miseria de la población agrícola. Solo la burguesía santanderina, tras un siglo de expansión mercantil, poseía los recursos para ello. No obstante estos eran destinados a las propias actividades comerciales y a otros subsectores que les aseguraran beneficios: la inversión ferroviaria o las sociedades financieras y bancarias. La coyuntura que posibilitará una reorientación estratégica en esas inversiones se dará en el último tercio del siglo XIX, de la mano de una crisis económica. Esta se presentó con doble faz: como crisis agropecuaria, causada por la llegada de productos alimenticios provenientes de los nuevos países –EE. UU., Argentina, Australia- con los que la producción nacional no podía competir; y como crisis colonial, ya que el mercado cubano estaba siendo absorbido por el gigante estadounidense. La ratificación de esa pérdida vendrá con la guerra de 1898 y el fin de los restos imperiales.
La burguesía regional reaccionó ante el ocaso de la base de su prosperidad mediante la reorientación inversora, ahora hacia los recursos naturales de la provincia: los yacimientos mineros y la cabaña ganadera. Así, el final de siglo traerá consigo el inicio de la producción vacuna que de manera tan profunda ha marcado la personalidad de Cantabria a lo largo de la última centuria.

#### Sector ganadero
Si bien es cierto que la inclinación hacia las labores pecuarias ha sido una constante en Cantabria –facilitada por las condiciones naturales y humanas- antes del siglo XIX, aquella no alcanzó verdaderos caracteres de especialización, lastrada por similares obstáculos que la agricultura: reducido tamaño de las explotaciones, carencias técnicas, falta de inversiones debida a la pobreza de los productores... La ganadería siempre fue un subsector secundario, complementario de las labores agrícolas –animales de tiro, abono, pieles, aportes calóricos, ingresos monetarios-. 

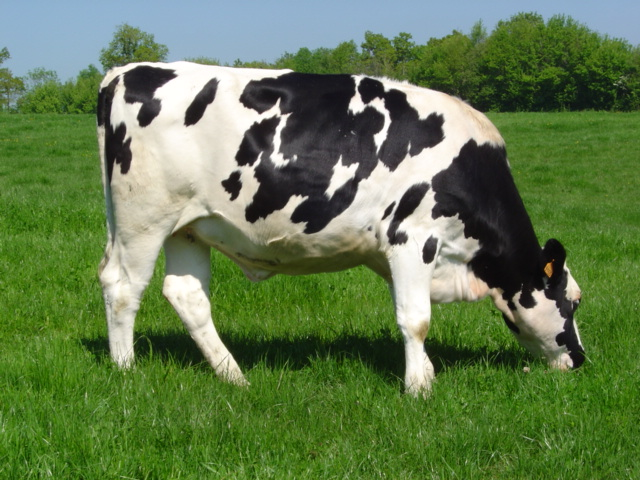
Durante el la fuerte demanda de leche en las ciudades provoca la introducción de nuevas razas de ganado vacuno mucho más productivas como la frisona (en la imagen), traída por los pasiegos desde los Países Bajos, y que fueron sustituyendo paulatinamente a las razas autóctonas de la región, como la tudanca o la pasiega.

Con la apertura del Camino de Reinosa a mediados del siglo XVIII, que conectaba Santander con la meseta castellana, se articulará una vía de crecimiento económico –el corredor del Besaya- que, entre otros sectores, potenciará el pecuario. El transporte de mercancías –lanas, granos, harinas- hará necesario un número creciente de animales de tiro, especialización que primero afectará a las comarcas adyacentes al camino.
Otro foco de especialización lo hallaremos en tierras pasiegas donde, a la par que se imponía el cierre de los campos –en contraposición a los campos abiertos habituales en el resto de la región, que posibilitaban el pasto del ganado tras la recolección de las cosechas, pero a costa de provocar daños en el terrazgo- los ganaderos se especializaban en la cría de vacuno, buscando la comercialización de carne y lácteos. Respecto a estos últimos, la especie pasiega no sobresalía por su cantidad, pero sí por la calidad de su leche. Se trataba de una incipiente economía de mercado.
Sin embargo, el auténtico motor del sector pecuario en Cantabria habrá de ser la demanda urbana. Cruzado el ecuador del siglo XIX, el crecimiento de las ciudades era notorio a nivel nacional; en nuestra región, el de Santander era más que evidente, tras más de un siglo de boyante economía mercantil. Ello había generado una importante demanda de productos alimentarios –tampoco debemos olvidar la proximidad de otro importante foco urbano: Bilbao-. Este mercado pronto hará sentir su fuerza de gravedad sobre las zonas rurales más próximas, impulsando la especialización vacuna, primero cárnica y luego lechera, acelerada por la crisis agraria finisecular y el cambio de estrategia inversora de la burguesía santanderina. A ello colaboró también la importación de especies vacunas foráneas –a destacar la frisona neerlandesa-, mejor orientadas hacia la producción de leche que las autóctonas – tudanca-. Prueba del temprano éxito de esa reorientación es la aparición y pujanza, con el cambio de siglo, de numerosas ferias ganaderas a lo ancho de todo el territorio regional, como las de Torrelavega, Solares u Orejo.

### Cenit y declive mercantil. El despertar industrial
Desde la segunda mitad del siglo XVIII, Santander se había convertido en una especie de gran colector mercantil, exportador de granos y harinas castellanas e importador de artículos coloniales; en todo caso productos no autóctonos, puesto que Cantabria apenas generaba excedentes exportables. El comercio santanderino no se constituyó, por tanto, en un factor de integración regional. Sí consolidó una experimentada, pujante y cohesionada burguesía de los negocios formada por comerciantes, navieros, comisionistas y banqueros, élite económica que a su vez se instituirá en élite política y social de la nueva provincia.
La economía portuaria configuró, no obstante, un sistema mercantil débil e inseguro, sustentado en tres elementos claves: el control del mercado harinero castellano, el del mercado colonial y una política estatal proteccionista. El sistema pareció quebrar cuando el Estado borbónico no pudo asegurarlos durante el período crítico sufrido entre 1793 y 1833. Sin embargo, pasado éste, el circuito pudo reactivarse, gracias a leyes proteccionistas respecto a la importación de granos y harinas, el fomento de la exportación, el aumento de la producción cerealística nacional y el estallido de la guerra carlista que, inutilizado el puerto de Bilbao, hizo converger las mercancías en Santander. Fue, en definitiva, un relanzamiento de la actividad comercial desde las mismas bases estructurales.

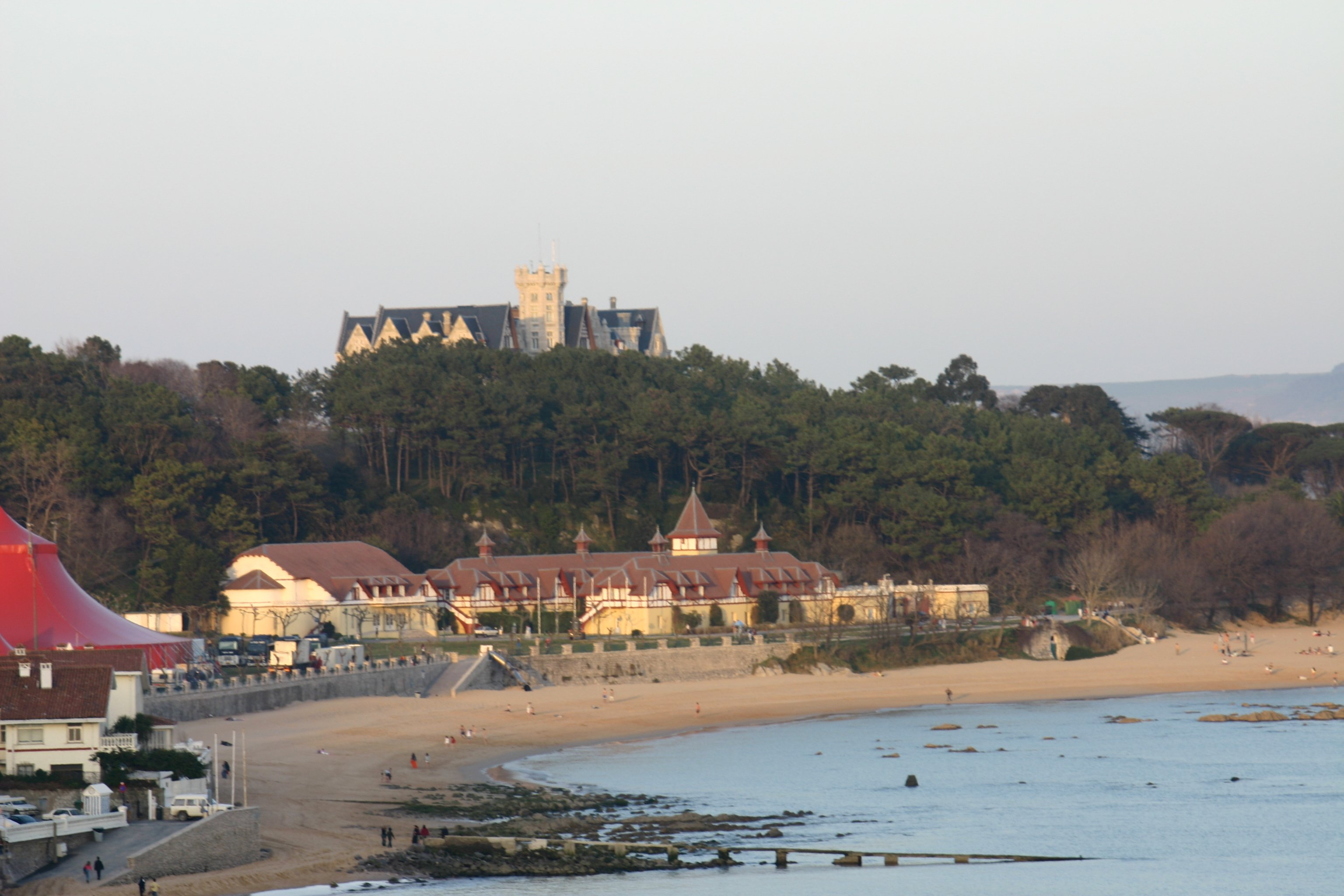
Península de la Magdalena con su palacio. Un símbolo de la próspera burguesía de Santander.

Su pleno desarrolló se alcanzará mediada la centuria, momento en el que comenzará a mostrar sus debilidades. Por un lado se atenúa el control del mercado antillano, ante la competencia norteamericana y el despertar de la conciencia independentista cubana. Por otro el núcleo productor castellano pierde importancia, debido a la reestructuración de los flujos comerciales en el interior de la península ibérica gracias a la expansión ferroviaria. El desarrollo de un nuevo centro productor de cereales en La Mancha abastecedor de Cataluña y la pérdida de la capacidad productiva castellana, aquejada de falta de transformaciones estructurales, provocaron el descenso de la demanda harinera a través de Santander.
La consecuencia del declive será la obligatoria readaptación de las bases económicas de la prosperidad burguesa. De hecho, el puerto reorientará tanto el horizonte de sus exportaciones, del mercado antillano al europeo, como el producto de las mismas (el incremento de las salidas de minerales alcanzará el 80 % del total de las exportaciones en 1910, aunque su valor real fuera menor).

#### Reorientación inversora
Así el capital santanderino se reinvirtió en la explotación de la cabaña ganadera vacuna y en la extracción de los recursos mineros de la región. Entre estos destacarán el zinc, localizado en Picos de Europa y Reocín y, especialmente, el hierro de Peña Cabarga, Camargo y la zona de Castro-Urdiales (llegando a ser la segunda provincia productora tras Vizcaya). 

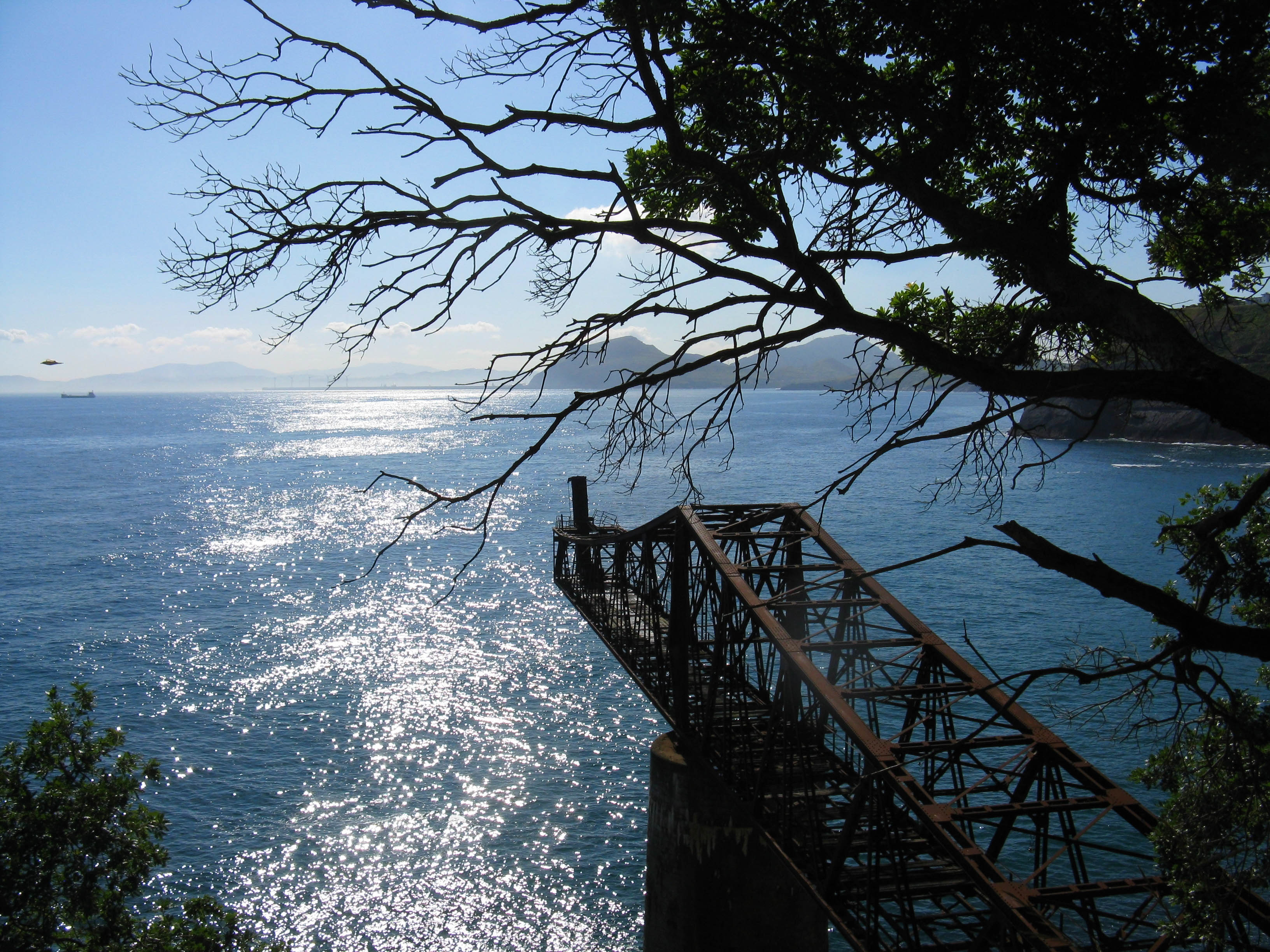
La gran demanda de mineral de hierro hizo muy rentables muchas explotaciones mineras en Cantabria, donde se construyeron importantes infraestructuras de transporte minero. En la imagen el antiguo cargadero de Mioño. Construido en 1896, permitía cargar el mineral directamente en los buques fondeados en la rada abierta de Dícido, en vez de mediante barcazas como se hacía con anterioridad.

Pese a que en un principio las empresas extractoras se nutrían primordialmente de capital extranjero (francés, belga, inglés), junto al repatriado de las Antillas, y a que la mayor parte del producto se destinó a la exportación fuera de la provincia, no dejó de impulsar beneficios a la economía regional: la expansión ferroviaria, puestos de trabajo, el desarrollo de Torrelavega como núcleo industrial o la cristalización de una red bancaria. Como perjuicios podríamos señalar los reducidos salarios, las pésimas condiciones laborales (incluido el trabajo infantil), el expolio de recursos no renovables o la degradación de amplios espacios naturales. A largo plazo impulsará la moderna industrialización de la región (efecto arrastre).
El impacto ecológico de tal desarrollo pronto se hizo de notar, impulsando una transformación del paisaje cántabro de irreversibles consecuencias. La importante deforestación que a lo largo de la Edad Moderna había sufrido la Cantabria oriental (ferrerías, astilleros, fábricas de cañones, expansión de las praderías), se verá potenciada por el impacto de las explotaciones mineras y los centros industriales (relleno de marismas, contaminación fluvial), la especialización lechera (extensión de pastos a costa de bosques) y la irrupción del pino y el eucalipto en detrimento de especies arbóreas autóctonas, por su adecuación para la extracción de pasta de papel. De hecho la mayor parte del espacio arbóreo cántabro es producto de una política sistemática de repoblaciones impulsada sobre todo a partir de la Guerra Civil.
El crecimiento económico posibilitó completar una red viaria provincial que en gran medida ha llegado hasta nuestros días, y que ha influido considerablemente en la caracterización económica y demográfica de la región. Esta red se inició con la apertura del camino de Reinosa a Alar del Rey en 1753, arteria fundamental para el desarrollo de Santander y que comunicaba Cantabria con la meseta castellana. Ya en el siglo XIX se ampliará conformando un plano que enlazaba la capital con los centros productivos de Castilla y el valle del Ebro (La Rioja), más un camino paralelo al litoral que unía a Santander con los principales núcleos y puertos costeros que integraban el importante comercio de cabotaje. 
Era una red que se concentraba en la zona central y que carecía de conexiones entre las diferentes arterias, provocando la marginación de amplios espacios del interior. No se trataba, por tanto, de articular las necesidades comunicativas de la región, sino de reforzar el papel de Santander como gran puerto del Cantábrico.
La red ferroviaria construida en la segunda mitad del siglo XIX no hará sino ahondar en esas características. Así se estableció un ferrocarril entre Santander y Alar del Rey, abierto en 1866, que venía a completar el camino de las harinas. Otra horizontal, denominada Ferrocarril del Cantábrico, que unía Santander con Oviedo y Bilbao, ya a finales de siglo. Y el Ferrocarril Económico entre Astillero y Ontaneda, proyectado para fomentar el desarrollo minero de la zona e inaugurado en 1902. Se consolidó de ese modo una red en forma de “T” (trazado longitudinal norte-sur y horizontal paralelo a la costa), en principio sirviendo a los intereses de la exportación de minerales y que iba a marcar el posterior desarrollo de Cantabria, consolidando una nueva polarización regional. 
Por un lado una zona central (Reinosa-Torrelavega-Santander) de notable desarrollo industrial completada con un eje costero, polos ambos de concentración poblacional y productiva; y por otro numerosos valles del interior marginados económicamente y condenados a despoblarse por la emigración. Tal situación se reforzará con el crecimiento industrial –y posterior desindustrialización- del siglo XX.

### Sociedad en evolución

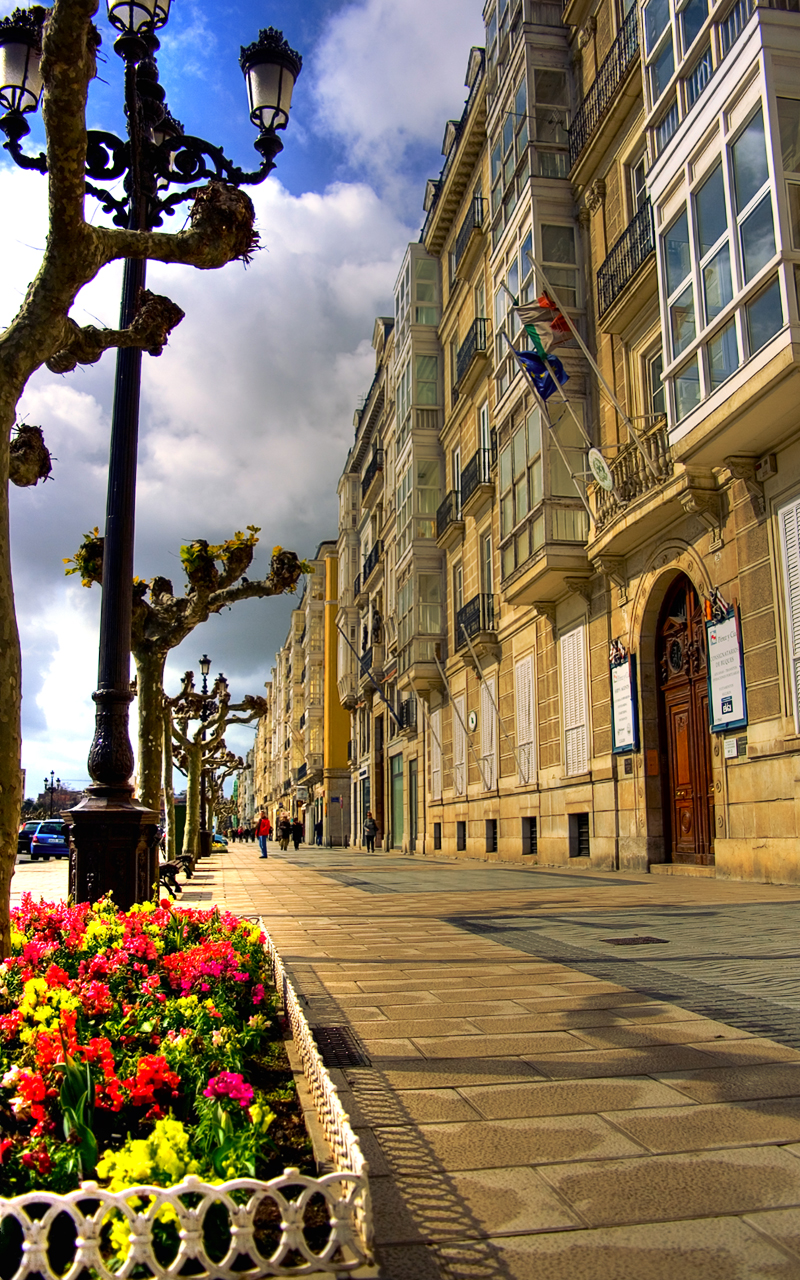
Paseo de Pereda en el Ensanche de Santander. Este ensanche de población, construido entre mediados del a finales del, es consecuencia del auge económico de la burguesía mercantil. Fue uno de los primeros que se realizaron en España e impulsó el desarrollo urbano de la ciudad, que amplió su espacio construido hacia el este en 2690 m².

Las transformaciones económicas, institucionales y políticas que Cantabria experimentó desde la segunda mitad del siglo XVIII, tuvieron evidentes consecuencias tanto en su estructura y dinámica sociales como en su vida cultural. El sostenido crecimiento de la población llevó a esta a duplicarse entre 1752 y 1910, pasando de 138 200 habitantes a 302 956. Consecuentemente la densidad subió de 26 a 52 hab./km², aunque no de forma homogénea. Creció la presión demográfica en determinadas zonas (Santander y su entorno, el canal del Besaya, los centros comarcales, algunos núcleos costeros) despoblándose el resto. Un desequilibrio que no hará sino incrementarse hasta la actualidad. 
El ritmo del crecimiento demográfico tampoco fue homogéneo, sufriendo evidentes alteraciones: si a lo largo del siglo XVIII el aumento es moderado, en el siglo XIX se acelera, especialmente en los períodos 1830-1860 y a partir de 1880, prolongándose en la siguiente centuria. La deceleración experimentada en las décadas de los sesenta y setenta se explica por las limitaciones que impuso el lento desarrollo de la región: la excesiva presión del trabajo sobre la tierra, sin inversiones que mejoraran la productividad ni una división del trabajo más racional, se combinó con un creciente impulso de las corrientes migratorias, incidiendo en las tasas de crecimiento demográfico.
Los cambios entre la población no fueron solo cuantitativos. También las estructuras sociales sufrieron importantes alteraciones. A lo largo del siglo XIX fue desarrollándose una incipiente población urbana alrededor de Santander y su entorno, que contrastaba con la sociedad agraria y rural predominante en el resto de la región. Esta doble faz se mantendrá durante toda la centuria, aunque la extensión de la economía de mercado al campo y la expansión de una pujante cultura urbana provocarán la progresiva desintegración de la tradicional sociedad rural.
En Santander, la cristalización de esa nueva sociedad vendrá de la mano de la expansión comercial y el crecimiento económico, reforzando y acelerando tanto las anteriores tendencias de aumento demográfico como la diversificación social y profesional de la población. La cúpula de esa pirámide en desarrollo la formaba una casta de altos comerciantes integrada por los capitalistas: grandes almaceneros, inversores, financieros, ferroviarios, propietarios... Bajo ellos crecían unas clases medias compuestas por artesanos y trabajadores especializados, caracterizados por un nivel de rentas medio-bajo y una evidente inestabilidad social; junto a ellos el funcionariado civil y militar. Destaca asimismo la todavía escasa presencia de profesionales libres, la imparable pérdida de peso de los sectores tradicionales (agricultores, marineros y pescadores) y los primeros indicios de proletarización.
Respecto al mundo rural y pese a las dificultades documentales existentes a la hora de establecer una clasificación social del agro cántabro, si podemos negar una visión demasiado homogénea o estática de aquella sociedad. Así podríamos distinguir un alto campesinado integrado por propietarios acomodados que explotaban sus cabezas de ganado en régimen de aparcería. Un medio campesinado con tierras suficientes para subsistir en combinación con otras arrendadas a los grandes propietarios. Y un bajo campesinado compuesto por minifundistas, colonos, aparceros, renteros y jornaleros con dificultades para subsistir, lo que les obligaría a optar por la emigración estacional o permanente. Aunque en gran medida era una sociedad cerrada, volcada en el autoabastecimiento y en la que los intercambios comerciales se hallaban poco desarrollados, no dejaba de existir una proporción de la población dedicada a funciones no vinculadas directamente a la tierra. Entre ellos una variada gama de artesanos (canteros, curtidores, carpinteros...) en su mayoría agricultores a tiempo parcial; el funcionariado local; algunos profesionales liberales (médicos, cirujanos, abogados o escribanos); y comerciantes, caso de taberneros, vendedores ambulantes y transportistas.

## La Restauración

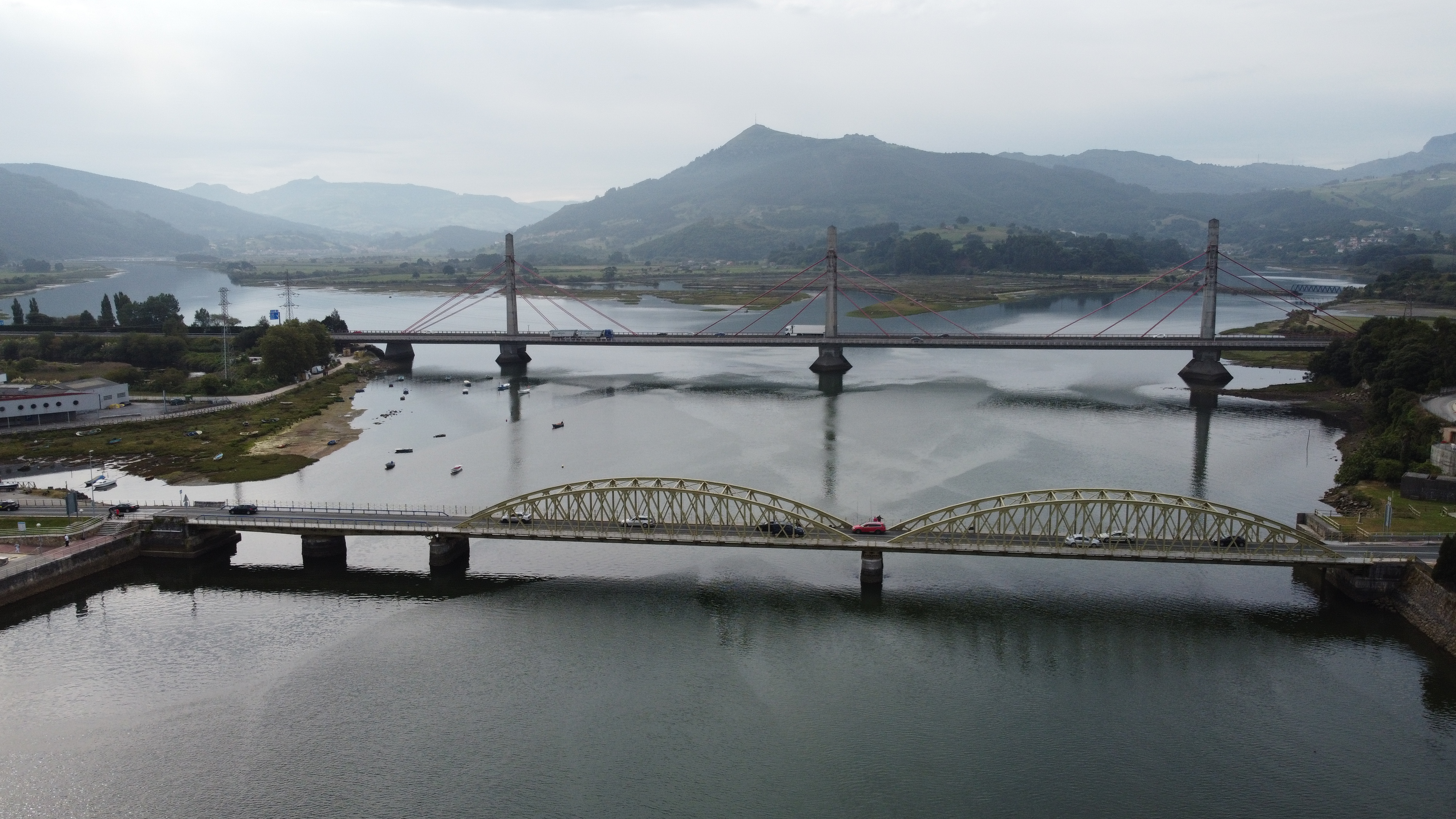
El puente de Treto une la localidad de Adal y Treto (Bárcena de Cicero) con Colindres. La polémica que rodeó su construcción provocó la pérdida de la hegemonía política del distrito de Laredo-Castro por parte del Partido Liberal.

El último cuarto de siglo XIX se caracterizó, en contraste con el resto de la centuria, por una mayor estabilidad política. Así, el régimen de la Restauración inaugurado en 1874 tuvo en Cantabria una encarnación especialmente estable: región mayoritariamente rural, la movilización política era escasa, por lo que las redes oligárquicas consolidadas a lo largo de la centuria otorgarían la estabilidad necesaria. Un caciquismo regional que halló fácil integración en el sistema canovista gracias al carácter burgués-católico de sus elites y a la fragmentada geografía del territorio, compartimentada en numerosos valles aislados.
Los partidos monárquicos – Conservador y Liberal- estaban integrados por personalidades y notables locales, sin infraestructuras permanentes y que únicamente se movilizaban en períodos electorales. Solo Santander tenderá a romper ese esquema, debido al amplio apoyo que las opciones republicanas encontraban en una población urbana con mayor concienciación política (opciones no obstante debilitadas por su propia división interna). 
Electoralmente, la provincia se dividió en una circunscripción, compuesta por la capital más un amplio entorno rural, y dos distritos, el de Cabuérniga (occidental) y el de Laredo (oriental). Elegían en total cinco escaños, de los cuales tres correspondían a la circunscripción y uno a cada distrito. 
- Los distritos se convirtieron en sólidos feudos electorales de los liberales hasta fin de siglo, el occidental controlado, sucesivamente, por Federico de la Biesca y José Garnica, y el oriental por Manuel Eguilior Llaguno y su sucesor, Francisco Sainz Trápaga. Este último, no obstante, presentó una mayor vitalidad, consecuente con la relativa actividad industrial localizada en Castro-Urdiales (minería) y Laredo (conservera). De hecho, el distrito acabó pasando a manos conservadoras (1903) a causa del malestar social generado por el prolongado y problemático proceso de construcción del puente de Treto (nudo vital para las comunicaciones orientales y para el tránsito mercantil y de pasajeros desplegado a lo largo de la carretera Santander-Bilbao).
- La circunscripción, por su parte, resultó ser la más compleja, al configurarse en Santander un comportamiento electoral más democrático, caracterizado por la movilización política de los votantes, una participación libre y consciente en los comicios y un abanico real de opciones ideológicas. Para contrarrestar la fuerza del republicanismo en Santander se la englobó con un amplio número de municipios rurales de la Cantabria central, ahogando las opciones no dinásticas y asegurando la hegemonía electoral de los conservadores.

Desarrollada pues en Cantabria sin obstáculos significativos durante su prolongada existencia, el éxito de la Restauración quedaría patente en la práctica ausencia de violencia política, prueba del modélico funcionamiento del pacto dinástico (que no de la alternancia). Dinámica engrasada con la escasa ideologización de los partidos, la adscripción personalista dentro de los mismos y la pasividad del electorado. Aun así, donde el favoritismo y el chantaje no alcanzaban se recurría a la coacción a través de alcaldes, guardia civil, empresarios, arrendadores… derivando en un fraude electoral generalizado (el recurso al encasillado fue habitual). La supeditación económica, social y cultural de la población tenía su corolario en la falta de libertad política.
En medio de este paisaje los partidos antisistema apenas lograron más que una presencia testimonial. Por la derecha destacaban carlistas e integristas, menguada su fuerza por las reconstituidas relaciones entre la Iglesia y el Estado liberal. Por la izquierda los partidos republicanos crecieron gracias a su relevante presencia en Santander y, en menor medida, otros núcleos relativamente desarrollados (lograron un diputado en 1881, Martínez Pacheco); pero a partir de la segunda década del siglo XX entraron en declive, lastrados por su falta de unidad ideológica y organizativa, y por el hecho de incidir en las mismas carencias y defectos de los partidos dinásticos: organizaciones de notables sin bases ni existencia real más allá de los períodos electorales, uso de los mismos métodos caciquiles y redes clientelares –erosionando su capacidad crítica con el sistema- y alejamiento de las demandas y necesidad de los estratos sociales más bajos. 
Demandas que si serán recogidas por el socialismo –la UGT se fundó en la región en 1888-, que sustituirá a los republicanos como principal movimiento a la izquierda del sistema a partir de los años 1920, cuando madure el tejido industrial y con él la nueva clase obrera regional.

### Crisis del turismo
Aunque el sistema continuó funcionando sin grandes alteraciones, la llegada del siglo XX aportó determinadas modificaciones, sobre todo en lo referente a los partidos políticos, que atravesarán un creciente proceso de inestabilidad y división, en consonancia con los problemas que les aquejarán a nivel nacional a partir de la desaparición de sus grandes líderes fundadores.
- Así, los conservadores se escindieron en dos grandes grupos: uno, el representante del viejo caciquismo, encabezado por José María de la Viesca; el otro, en alza, de corte regeneracionista (silvelista), dirigido por Ramón Fernández Hontoria.
- De mayor calado fue la crisis de los liberales, enfrentados por la sucesión de Sagasta y el asesinato de Canalejas, se vieron divididos en Cantabria en diversos grupos personalistas.
- Los republicanos, por su parte, intentaron una reorganización con la fundación de la Unión Republicana (1903), integrada en la Provincia de Santander por federalistas y progresistas, pero no lograron ir más allá del consabido partido de notables sin programa definido.

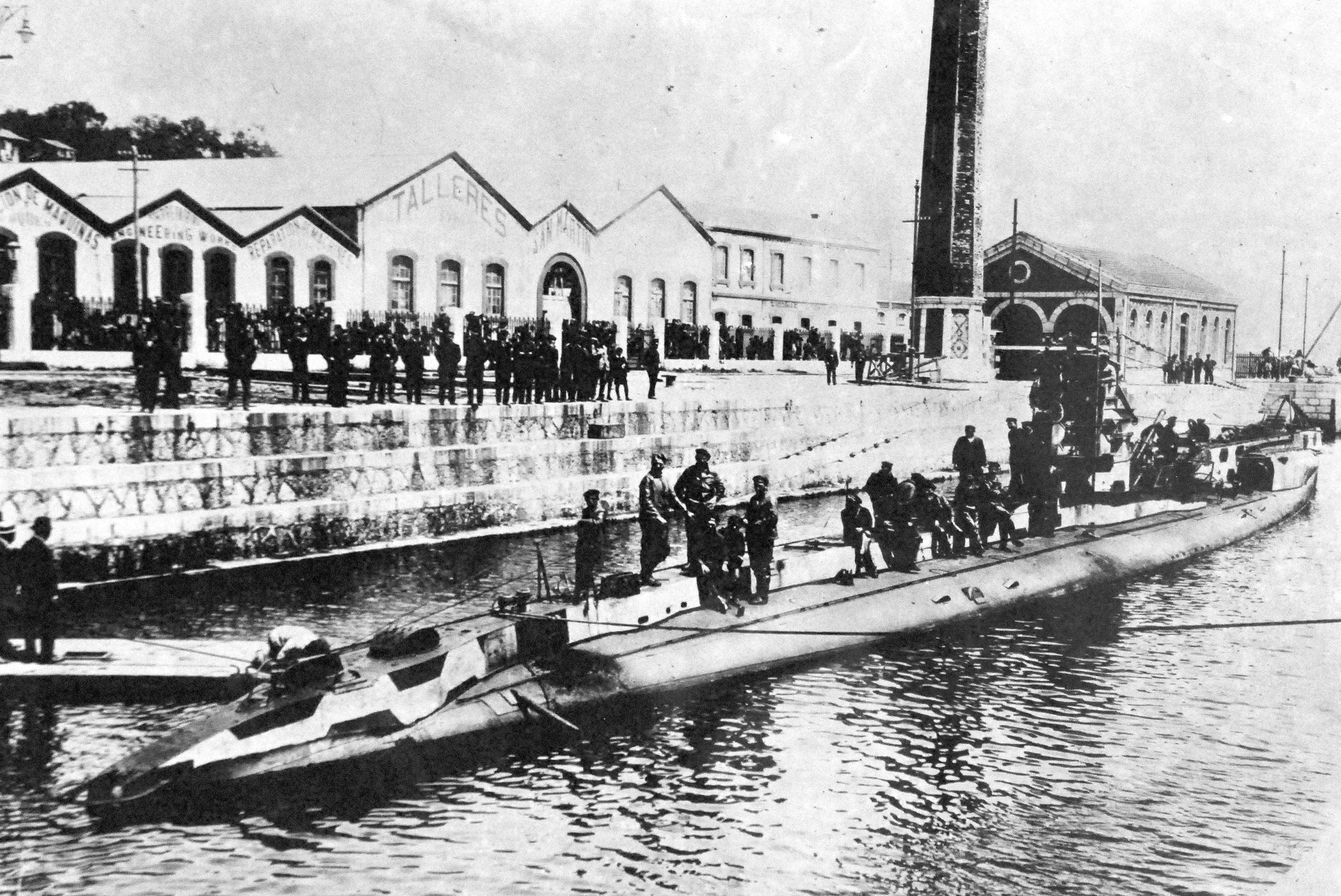
Submarino alemán SM UC-56 en Santander el 24 de mayo de 1918. Tras un combate con el yate armado USS Christabel sufrió averías mecánicas que le impedían sumergirse, por lo que tuvo que hacer escala en el puerto de la ciudad, permaneciendo allí durante el resto de la guerra.

A partir de la I Guerra Mundial (1914-1918), sin embargo, el sistema entrará en una fase de degradación que, aunque no alcanzará la gravedad crítica de otras zonas del país, si alterará alguno de los factores sobre los que había pivotado la dinámica restauracionista en la provincia. La causa de tal distorsión respondía a la crisis de representatividad del régimen, evidenciada en el creciente divorcio entre la sociedad civil y los partidos políticos. Si la falta de atención a las demandas más básicas de los estratos inferiores fomentará el crecimiento de la izquierda obrerista (socialista y, en menor medida, anarquista), por arriba aumentará la desconfianza de la burguesía regional respecto a la clase política como intermediaria y defensora de sus intereses.
Desconfianza azuzada por la escasa influencia de los políticos cántabros en el panorama nacional –consecuente, por otro lado, con la menor entidad de la burguesía santanderina respecto a la de otras regiones-, concretada en la desatención a las principales demandas de esta: modernización del puerto, ferrocarril Santander-Mediterráneo, beneficios fiscales que contrarrestaran el régimen especial vasco, depresión económica de posguerra y temor a la creciente conflictividad social. La consecuencia será el reforzamiento de la representación política corporativa de los grupos económicos provinciales, plasmada finalmente en el apoyo al golpe de Primo de Rivera en 1923.

### La dictadura de Primo de Rivera
En Cantabria, la dictadura de Primo de Rivera (1923-1930) legó algunas novedades políticas. Más allá de la retórica regeneracionista, el nuevo régimen propició el trenzado de una nueva red de caciques superpuesta a la anterior, impulsada por la necesidad de dotar a la dictadura de una base afín a través de un nuevo clientelismo. Ello propiciará cierta renovación en las elites regionales, con una mayor presencia de miembros de la burguesía santanderina y el reclutamiento entre las filas de partidos no dinásticos (mauristas y católicos).
En paralelo se experimentará un progresivo incremento de la organización obrera y de la rural, con el crecimiento del sindicalismo y la movilización de la población agraria a través del propagandismo católico –la religión se articuló en una auténtica ideología política-, lo que derivará a partir de 1931 en la modernización de la política regional: cristalización de una política de masas, una mayor independencia en los comportamientos del electorado y el perfilado de una incipiente cultura democrática –brutalmente abortada con el golpe de 1936 y la subsiguiente Guerra Civil-.
Se dibujan de esta manera las áreas políticas que estructurarán la dinámica política de la República, con una evidente territorialización de la derecha y la izquierda:
- La izquierda predominará en las zonas industrializadas y urbanizadas, básicamente el entorno de la bahía de Santander, Torrelavega, el corredor del Besaya hasta Reinosa y algunos puntos de la costa oriental.
- La derecha continuará siendo hegemónica en las áreas rurales, agropecuarias y con un abrumador predominio de la religión y el localismo. Características que dificultaban el cuarteamiento del entramado caciquil.

## La Segunda República
El 14 de abril se proclama la Segunda República Española. Santander amanece republicana entre el júbilo de unos y el estupor de otros, que no se explicaban tan inesperado cambio por unas elecciones municipales. La Diputación Provincial celebró su última sesión el 23 de abril, bajo la presidencia de J. A. Morante y con la asistencia de los señores Pereda Elordi, Cordero Arronte, Labat Calvo y Lastra Serna.
Primera experiencia democrática en España, la Segunda República nació en un contexto muy adverso –el de la Gran Depresión y el ascenso de los fascismos-, impidiendo su consolidación la confrontación entre dos bloques sociopolíticos dispuestos a desbordarla, desde la derecha y la izquierda.
Por la izquierda, el proletariado industrial y agrario vio frustradas sus demandas más básicas y acuciantes –condiciones laborales dignas, acceso a la propiedad rural, una elemental seguridad social-, deslizándose hacia posiciones revolucionarias. No obstante siempre presentó serias dificultades para organizar un frente común a causa de las diferencias –ideológicas, estratégicas, tácticas- que enfrentaban a anarquistas, social-revolucionarios, social-demócratas, comunistas.
Por la derecha, las clases medias rurales y urbanas, profundamente religiosas, horrorizadas ante las transformaciones sociales y el fantasma de la revolución, se aliaron con la alta burguesía preocupada por las demandas de las clases trabajadoras, el cuestionamiento de su hegemonía política y, en definitiva, la alteración del status quo. Reacción, militarismo y fascismo cristalizaron en una solución autoritaria.
En definitiva, durante el crítico período de los años 1930 se evidenciaron las fuertes contradicciones y tensiones que el proceso de desarrollo –industrialización, urbanización, proletarización- provocaba en un país aún mayoritariamente rural, agrario y tradicional.

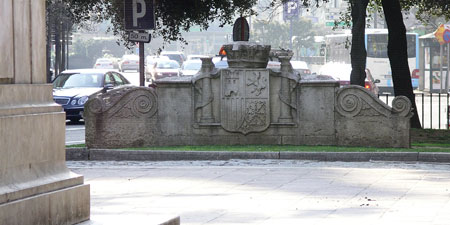
El escudo de la II República Española estaba situado en la plaza del Ayuntamiento, justo al lado de la estatua ecuestre de Franco. Fue retirado el mismo 18 de diciembre de 2008.

En Cantabria, caracterizada mayormente por una baja violencia, la República siguió en su desarrolló un esquema similar, aunque dotado de características propias:
- Tras una primera fase de desorientación la derecha experimentó un proceso de reorganización y fortalecimiento, basculando desde posiciones pragmáticas hacia la hostilidad abierta contra el régimen republicano. Articulando fuerzas políticas dispares alrededor de unos postulados básicos –orden, religión, familia y propiedad-, movilizó a un importante espectro de clases medias urbanas y amplias capas del campesinado, sobre las que la Iglesia mantenía una considerable influencia. Se logra así la consolidación de una nueva derecha –Agrupación Regional Independiente, Centro Tradicionalista, Unión de Derechas Agrarias-, apoyada por sindicatos agrícolas e instituciones religiosas –Acción Católica- y constituida en la principal fuerza política de la región. Descollarán con ella nuevos líderes como Pedro Sainz Rodríguez (independiente) o José Luis Zamanillo (tradicionalista). La Falange, de reducida presencia en la provincia –entre jóvenes de clase media y obrera-, colaboró sobremanera en azuzar la espiral de violencia mediante sus constantes enfrentamientos con las juventudes socialistas, federales o libertarias (Manuel Hedilla alcanzará gran relevancia durante la guerra como virtual sucesor de José Antonio).
- El Partido Socialista, fuerza hegemónica de la izquierda –su principal figura fue Bruno Alonso-, pugnó entre la necesidad de alianza con los partidos republicanos y la preocupación por diferenciarse programáticamente de estos. Fundado en la región en 1887, en 1931 era la fuerza política mejor organizada, contribuyendo decisivamente al triunfo de las candidaturas antimonárquicas en las elecciones de abril. Si la colaboración con el republicanismo liberal se mantuvo hasta las elecciones a las Cortes constituyentes, a partir de ahí aquella se cuestionó, mostrando su preocupación por la erosión que entre el electorado obrero pudiera provocar la alianza con formaciones burguesas. No obstante la apuesta por colaborar con los republicanos con objeto de estabilizar la República no debió de ser minoritaria, habida cuenta de la facilidad con que se acordó la organización del Frente Popular de cara a las elecciones de 1936. Por su parte, anarquistas y comunistas fueron siempre fuerzas de escasa presencia en la región.
- La incapacidad mostrada por los republicanos para superar sus diferencias ideológicas y lograr una base centrista y moderada que estabilizara la República. Si los partidos Federal y Radical representaban la tradición republicana, aparecen en estos años nuevas fuerzas políticas: el Partido Republicano Radical Socialista, la Derecha Liberal Republicana y la Acción Republicana de Manuel Azaña –posteriormente Izquierda Republicana-, dirigida en Cantabria por el antiguo diputado federal Ramón Ruiz Rebollo. Estas agrupaciones se vieron constantemente devoradas por sucesivas escisiones (Partido Republicano Conservador de Miguel Maura, Partido Radical Socialista Independiente de M. Domingo, dos fracciones del Partido Federal). Representando a un 20 % del electorado, también se vieron afectadas por la creciente polarización, dividiéndose en formaciones de centro-izquierda y centro-derecha sin reconciliación posible.
- En Cantabria esta efervescencia política y sus consecuentes confrontaciones fueron vividas con intensidad por el cuerpo electoral, aunque la violencia se mantuvo a un nivel muy bajo a lo largo del lustro en relación con otras regiones, a excepción de algunos sucesos de poco calado en octubre de 1934.
- La polarización del espectro político hacia sus extremos y la práctica volatilización del centro, especialmente tras las elecciones de 1936, azuzaron la espiral de confrontación a lo largo de la primavera de ese año, desembocando ocasionalmente en episodios sangrientos. Las calles derivaron en un escenario de enfrentamientos que alcanzaron su culminación con el asesinato de Luciano Malumbres, director del diario La Región, a manos de un falangista.

De este modo, los procesos electorales durante la República alcanzaron una vitalidad nunca vista anteriormente, consecuencia de la libertad de expresión, la movilización del electorado, el abanico ideológico de las fuerzas en contienda y la organización y dinamismo de las formaciones políticas. Vitalidad e, incluso, virulencia en la confrontación electoral que no derivó, salvo excepciones, en la violencia abierta, caracterizándose las jornadas de votación por la tranquilidad y la ausencia de incidentes de consideración. Respecto a los resultados, si la circunscripción se caracterizó por su sesgo conservador, este no fue abrumador, manteniéndose un cierto equilibrio político entre izquierda y derecha.
Fue durante los años de la República cuando se plantearon las primeras iniciativas autonomistas, sustentadas en las posibilidades descentralizadoras que auspiciaba la Constitución de 1931. Así, en el seno de la Diputación Provincial se estudiará la posibilidad de elaborar un estatuto de autonomía, llegando a nombrar una comisión preparatoria en julio de 1936. Asimismo, el Partido Federal elaboró en 1936 un Estatuto de Autonomía para un Estado Federal Cántabro-Castellano, que no pudo aprobarse por el estallido de la Guerra Civil. Como consecuencia de la contienda y la marginación subsiguiente de estas tendencias se utilizó menos el nombre de Cantabria, que a nivel oficial quedó relegado a las federaciones deportivas, únicas en las que Cantabria seguía figurando como región.

## La guerra civil

### Sublevación frustrada
Después de la sublevación militar del 18 de julio de 1936, Cantabria permaneció fiel al Gobierno de la República, pero su aislamiento del resto del territorio republicano impidió una eficaz resistencia. La capital fue tomada en agosto de 1937, y la llamada batalla de Santander concluyó el 1 de septiembre del mismo año, cuando toda la región (salvo Tudanca y Liébana, que caerían en el ataque a Asturias) pasó al bando nacional.
El fracaso de la rebelión en Cantabria causó sorpresa en todos aquellos que tenían asumida la imagen conservadora, tradicional, rural y católica que velaba las importantes transformaciones socioeconómicas y culturales experimentadas por la región desde finales del siglo XIX. Las causas del fracaso golpista serían, por tanto, de dos tipos: estructurales y coyunturales.
Estructural fue la pujanza y vitalidad alcanzadas por el movimiento obrero en Cantabria durante el primer tercio del siglo, especialmente la ugetista Federación Obrera Montañesa, plasmada en la fortaleza y expansión del sindicalismo en las áreas industriales y su incipiente penetración en algunos ámbitos rurales. Su capacidad de movilización y la celeridad con la que reaccionaron sus dirigentes en las primeras horas del alzamiento, llenando el vacío de poder generado por la incapacidad de respuesta de las autoridades provinciales, contrastaron con la descoordinación de las tramas golpistas, militares y civiles.
Las coyunturales, en gran medida consecuencia de la anterior, fueron diversas circunstancias acaecidas antes y durante la rebelión militar:
- Las elecciones de febrero significaron un éxito amargo para las derechas: pese a su éxito en la región, el triunfo nacional del Frente Popular dejó en manos de la izquierda los órganos de poder provincial y municipal. La frustración radicalizó las posiciones conservadoras, beneficiando a la Falange que, aunque marginal, inició una campaña de desestabilización en los meses posteriores a los comicios.
- La pasividad de las fuerzas de la derecha ante la preparación del golpe, confiando en el peso de la mayoría conservadora de la región y delegando la iniciativa en los militares. Imprevisión agravada por la existencia de varias tramas golpistas no coordinadas, también en el seno del ejército (solo en Santander hubo cierta conexión). Los militares implicados, además, no contactaron ni con la policía ni con la Guardia Civil. En ese sentido, Guardias de Asalto y Carabineros permanecieron leales a la legalidad, mientras que la Benemérita aguardó como espectador pasivo, a la espera de la evolución de los hechos.
- El asesinato de Luciano Malumbres, director del diario izquierdista La Región, tiroteado el 3 de junio por un falangista, conmocionó a la ciudad, extendiendo la confusión y el miedo. La represión policial encarceló u obligó a los falangistas a esconderse, impidiéndoles una más activa actuación el 18 de julio.
- Las vacilaciones del coronel José Pérez y García Argüelles, gobernador Militar al frente del Regimiento n.º 23, acuartelado en la Calle Alta. Pese a su proximidad a los golpistas y a las reuniones con falangistas en los días previos, su indecisión durante las primeras horas, la confusión de las informaciones y la enérgica respuesta obrera (rodearon el cuartel y filtraron la información, interceptando el telégrafo) más la presencia en la bahía del buque Jaime I lograron que no se alzara. De hecho, entregó el mando del cuartel gracias a una treta de Juan Ruiz Olazarán, quien fabricó una orden del Ministerio de Guerra. Argüelles fue encarcelado, pero, paradójicamente, fueron los franquistas quienes lo fusilaron por su actuación en los días del golpe.
- La rápida reacción de la izquierda, que movilizó de inmediato sus recursos, incluso por encima de la legalidad republicana, sustituyendo la inoperancia del gobernador civil, Enrique Balmaseda Vélez. Reseñable fue la actuación del presidente de la Diputación Provincial, Ruiz Olazarán, quien encabezó las fuerzas del Frente Popular, la FOM-UGT y la CNT coordinándolas en una dirección hacia un objetivo: frustrar el golpe en Cantabria. De hecho, Olazarán (nombrado gobernador civil) formó un acertado triunvirato director junto a los diputados nacionales Bruno Alonso y Ramón Ruiz Rebollo.
- La lealtad a la legalidad y la decisión en su defensa del coronel José García Vayas, quien junto a civiles frentepopulistas frustró la trama golpista en el destacamento militar de Santoña, controlando la mayor fuerza armada de la provincia y poniendo a disposición de las milicias su arsenal. Se trasladó a Santander y envío tropas para controlar los pasos de montaña de la provincia. En la capital recibió el mando del Regimiento 23.
- En las áreas rurales, punto débil de la izquierda, se organizaron milicias que conformaron Comités Locales del Frente Popular. Así pudieron lograr el control de Torrelavega (tras la rendición de la Guardia Civil), tomar Potes o, tras una auténtica tragedia, Reinosa.

### Restitución del orden y autonomíade facto
Abortada la rebelión las fuerzas del Frente Popular se centraron en la reconstrucción del orden, la centralización del poder (fracturado por la virtual independencia de los Comités Locales) y la detención de los actos incontrolados (muchos asesinatos se produjeron al albur del derrumbe de la legalidad: unos 800 muertos y 343 desaparecidos), mediante la designación de un Comité de Guerra (julio de 1936). Con el nombramiento de Juan Ruiz Olazarán como gobernador civil (agosto de 1936) se busca la reconstitución de la autoridad y la legalidad, focalizando las funciones militares en una Comisaría de Defensa (septiembre de 1936) dirigida por Bruno Alonso. El mando del II Cuerpo, como parte integrante del Ejército del Norte, se encarga a García Vayas. En febrero de 1937 la Junta de Defensa de Santander es sustituida por un Consejo Interprovincial de Santander, Palencia y Burgos, aunque solo la primera permanece íntegramente en territorio republicano.
La constitución ex novo de estos organismos (a los que la legislación central se adaptará a posteriori), el aislamiento de la cornisa cantábrica respecto al grueso del territorio republicano y la escasa coordinación de las tres provincias crearon en Cantabria una virtual situación de autogobierno, lo que influyó en una valoración positiva del autonomismo (cuestión, no obstante, que republicanos y socialistas aplazaron hasta la finalización de la guerra). Se produjo, sin embargo, una paulatina restitución de las instituciones republicanas, lo que en la práctica generó un sistema mixto de poder.
Aunque el objetivo principal estuvo claro desde el principio: limitar los impulsos revolucionarios y reconstituir el poder central para lograr ganar la guerra, ello no evitó divisiones y luchas de poder entre los diferentes grupos políticos y sindicatos. La marcha del conflicto derivó además en el incremento de las detenciones políticas (en total 4500 encarcelados). Respecto a la prensa, la dirección de los periódicos fue asignada a comités obreros.
Las consecuencias del golpe y el estado de guerra también descoyuntaron la economía regional, afectada por la huida de directores, gerentes y administradores, por la carencia de materias primas (a causa del aislamiento por tierra y el bloqueo marítimo) y por la necesidad de imponer el racionamiento; lo cual se agravaría con la llegada de refugiados de otras provincias. El establecimiento de una economía de guerra obligó a una intervención directa de las autoridades públicas en el sistema productivo.
El gobierno cántabro fue desde un principio consciente de constituir la pieza más frágil del bloque republicano del norte, por el menor desarrollo económico de la región respecto a los vecinos asturianos y vizcaínos, y por la hostilidad de una extensa población conservadora. Los cántabros, por tanto, serán los más interesados en respetar la autoridad del Gobierno central republicano y por coordinarse con las otras dos provincias, buscando el apoyo, en un difícil equilibrio, de la revolucionaria Asturias y de la autonomista y conservadora Vizcaya. Nunca se logró una auténtica coordinación, y en la práctica las tres provincias actuaron como tres bloques autónomos.
Desde Cantabria se lanzaron varias ofensivas militares: contra Burgos en diciembre del 36; sobre el Páramo de Lora para cortar las comunicaciones entre Burgos y el frente de Vizcaya en febrero del 37… Santander, además, hubo de soportar sucesivas incursiones aéreas, con bombardeos indiscriminados sobre la población (lo que redundó en represalias como la del buque-prisión Alfonso Pérez), pero el grueso de la contienda en el norte de la península ibérica se produjo durante el verano de 1937.

### La caída del frente norte

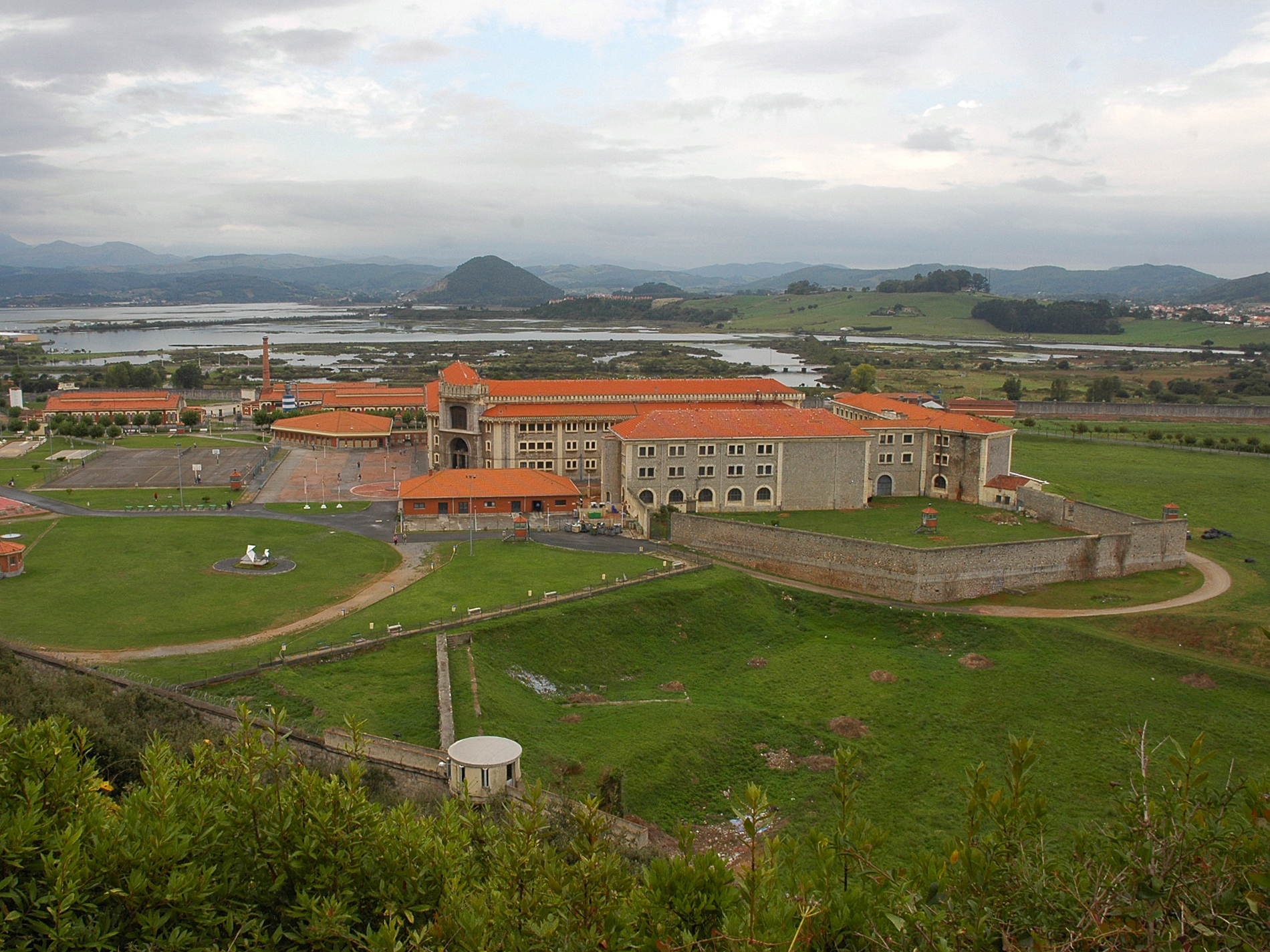
El penal de El Dueso, en Santoña, donde fueron recluidas las tropas republicanas vascas.

Principales líneas de avance del ejército sublevado en el Frente Norte entre marzo y septiembre de 1937.

La Campaña del Norte, emprendida por las tropas del bando sublevado y desarrollada entre abril y noviembre de 1937, acabó con el área del Cantábrico controlada por los republicanos. En Cantabria las operaciones tuvieron lugar entre agosto y septiembre, tras la conquista de Vizcaya por las tropas franquistas (lo que provocó la ingente afluencia de refugiados vascos, agravando la difícil situación de la provincia).
El 6 de agosto se constituía la Junta Delegada del Gobierno en el Norte, presidida por el general Mariano Gamir Ulibarri, integrada por los gobiernos de Euskadi, Asturias y Cantabria y encargada de coordinar la defensa frente a la ofensiva franquista. Para tal misión contaba con cuatro cuerpos de ejército: el XIV (vasco), el XV (cántabro) y los XVI y XVII (asturianos).
Frente a ellos el general Dávila dirigía seis brigadas navarras y dos castellanas, más tres divisiones y una brigada del cuerpo expedicionario italiano. La ofensiva se articuló mediante dos líneas de avance: 
- Una, desde Palencia y Burgos, embolsó la zona del Alto Ebro atacando simultáneamente desde el noroeste y el noreste, tomando Reinosa y ascendiendo hacia Santander a través de los valles del Saja, Pas y Besaya, apoderándose de Torrelavega.
- La otra, desde el este, partió del límite con Vizcaya y avanzó hacia los ríos Agüera y Asón.

El 24 de agosto las tropas vascas vinculadas al PNV firmaban la rendición con los mandos italianos (Pacto de Santoña). El 25 capitulaba Santander, donde penetraban las fuerzas italianas en la madrugada del 26. El 1 de septiembre el ejército franquista alcanzaba el límite con Asturias. Finalmente el 17 de septiembre las tropas franquistas entran en Tresviso.
Las causas de la derrota republicana fueron varias:
- La superioridad militar franquista, especialmente en artillería y aviación (proporcionadas por alemanes e italianos) y el apoyo del acorazado España.
- La escasez de mandos militares en el ejército republicano.
- La desmoralización provocada por el avance enemigo y la llegada de numerosos refugiados.
- La falta de provisiones y alimentos.
- El aislamiento respecto del resto del territorio republicano, agravado por el bloqueo naval.

## Franquismo
Ocupada la región, las fuerzas franquistas llevaron a cabo una durísima represión (se calculan unos 2500 muertos, 1300 de ellos ejecutados por consejos de guerra y el resto por descontrolados, además de un ingente número de encarcelados y exiliados), borrando todo rastro de tradición liberal, republicana o socialista a través de la eliminación física de los cuadros humanos y el expolio de todos los bienes muebles e inmuebles de sus organizaciones. 
En el contexto de fortísimo centralismo territorial del régimen las tímidas reivindicaciones autonomistas de preguerra fueron completamente abortadas, consolidándose el gobernador civil (histórico y alargado brazo del Gobierno central) como la máxima autoridad política y administrativa.
Entre 1937 y 1975 la historia de Cantabria bajo la dictadura franquista atraviesa, a grandes rasgos, tres grandes fases:
- La larga posguerra, durante los años 1940, caracterizada por el retroceso económico, la represión política, el estancamiento demográfico y el marasmo cultural
- La recuperación del crecimiento durante los años 1950, con la plena expansión del modelo industrial consolidado en Cantabria antes de la guerra, en el contexto de fuerte intervencionismo económico de la autarquía.
- El lento pero imparable declive económico de la región a partir de 1960, provocado por la incapacidad competitiva del modelo industrial en el contexto liberalizador de los gobiernos tecnócratas, que marginaron a la provincia en favor de otras en sus planes de desarrollo, basándose en el desarrollismo. Decadencia que desembocará abruptamente en la crisis económica de la década de 1970, obligando en Cantabria a una durísima reconversión.

En 1963 el presidente de la Diputación Provincial, Pedro Escalante y Huidobro, propuso recuperar el nombre de Cantabria para la provincia de Santander, de acuerdo con un informe redactado por el cronista Tomás Maza Solano. A pesar de las gestiones realizadas y del voto afirmativo de los ayuntamientos, la petición no prosperó, sobre todo por la oposición de nuevo del Ayuntamiento de Santander.

## Transición a la democracia

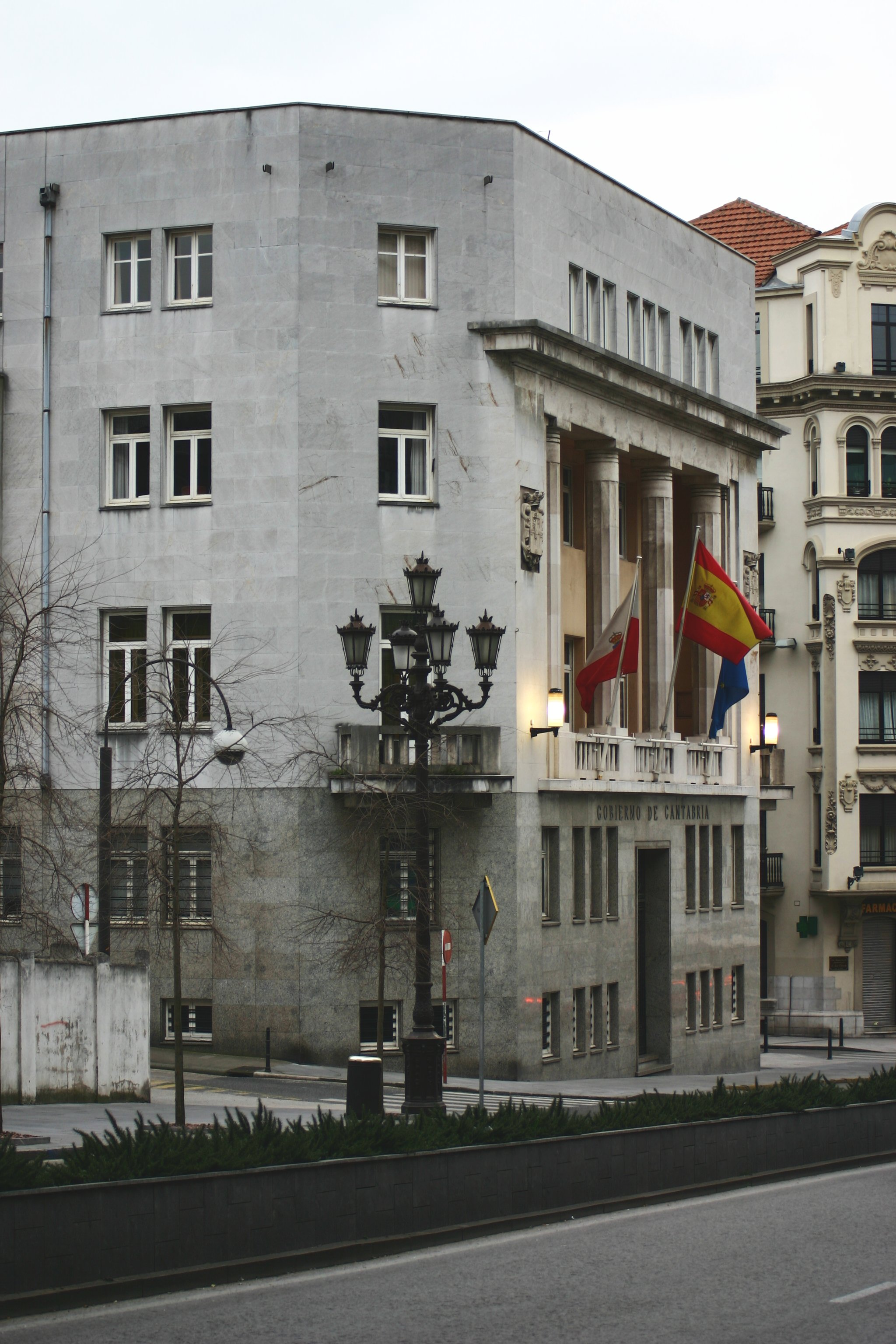
Antigua sede del Gobierno de Cantabria

El proceso de transición política iniciado en España tras la muerte de Francisco Franco en 1975 va a abrir la puerta el establecimiento en Cantabria de una comunidad autónoma uniprovincial, emanada de la Constitución de 1978. El Estatuto de Autonomía de Cantabria  se aprobó el 30 de diciembre de 1981. Un estatus, el autonómico, desconocido hasta el momento por la vieja Montaña, y constituido en el marco de referencia insoslayable para la historia del tiempo presente de la región. Su implantación, consolidación y funcionamiento normalizado no van a ser fáciles, abriéndose a partir de 1982 un largo, inestable y conflictivo período político prolongado hasta mediados de los años 1990, enmarcado en la durísima coyuntura socioeconómica de la crisis de los años 1980 y la rigurosa reconversión industrial que afectó a la joven autonomía.
La larga dictadura franquista había legado una herencia envenenada a la provincia que iniciaba tan trascendental singladura política (el establecimiento de un novedoso marco de autogobierno): crisis económica y desindustrialización, desestructuración social, carencia de un sólido tejido político democrático, cultura y hábitos marcados por cuatro décadas de autoritarismo y la falta de un definido sentimiento de identidad compartida. El resultado será la fuerte inestabilidad de las nuevas instituciones implantadas con la autonomía y, en consecuencia, el desapego de la ciudadanía cántabra respecto a ellas, hasta que la estabilización y la normalización experimentadas desde 1995 posibiliten la cristalización de un sentimiento favorable al autonomismo.
La economía cántabra, en lenta desaceleración desde 1960, entra en barrena a partir del estallido de la crisis económica en 1973, iniciando un proceso de desindustrialización prolongado hasta los años 1990. La descomposición del régimen y su virtual parálisis impidieron afrontar las causas de la crisis hasta el restablecimiento de la democracia. Así, el proceso autonómico, primero, y la comunidad autónoma a partir de 1982 tuvieron que bregar con un fuerte proceso de destrucción de tejido industrial y de reducción del sector primario (pesca y ganadería, acelerado desde la incorporación de España a la CEE en 1986), acompañado del consiguiente incremento del desempleo, que abrieron la puerta a la terciarización socioeconómica de la región, redirigidos sus esfuerzos hacia los servicios y la oferta turística.
La implantación y puesta en marcha de la autonomía, además, va a coincidir con un abrupto momento de transformación de la sociedad cántabra, completando en el último tercio del siglo XX el largo proceso de éxodo rural, concentración de la población en la costa y núcleos importantes y expansión de las pautas culturales urbanas. El nuevo marco de autogobierno y la puesta en marcha de los mecanismos políticos democráticos deberán realizarse en medio de una coyuntura de mutación social.
La nueva estructura de partidos, por tanto, hubo de fundamentarse sobre un suelo social inestable, desencantado y escéptico respecto a las nuevas instituciones y a los sujetos políticos. El retroceso de la clase obrera, el crecimiento de sectores profesionales vinculados al terciario, el incremento del trabajador por cuenta propia y la extensión de nuevos rentistas (jubilados anticipados, desempleados con subsidios) derivaron en una base social más conservadora, conformista y políticamente apática. Carencia de dinamismo social que se sumará a la falta de un proyecto sólido articulador de la política regional, no ajena a la persistencia de una deficiente integración territorial de la región que alimentaba la continuidad de hábitos heredados: localismo, caciquismo, clientelismo…
A partir de 1982 la evolución institucional y política de la comunidad autónoma atravesará dos fases diferenciadas:
- Hasta 1995 una situación de permanente inestabilidad definida como de Crisis Institucionalizada, marcada por escisiones, transfugismo, gobiernos aislados, personalización de los enfrentamientos políticos, mociones de censura, escándalos, corrupción y judicialización de la política, que alcanzó su cenit durante los gobiernos de Juan Hormaechea (1987-1995). Durante esta fase la anomia social alimentó la falta de estabilidad político-institucional, pero la carencia de una dirección política sólida impidió la resolución efectiva de los males que aquejaban al tejido socioeconómico cántabro.
- A partir de la segunda mitad de los años 1990, tras tocar fondo la recesión y culminado lo más duro de la reconversión, se abre un período de normalización y estabilización para la dinámica institucional y las relaciones políticas, encarnadas en la estabilidad de los diferentes gobiernos de coalición (PP-PRC a partir de 1995, y PSOE-PRC desde 2003), y en la mejora de la valoración de las instituciones autonómicas por parte de la población.

## El proceso autonómico
El 30 de diciembre de 1981 concluyó el proceso iniciado en abril de 1979. Otros 85 ayuntamientos de la región y la Diputación Provincial se sumaron en los meses siguientes a la propuesta aprobada por el Ayuntamiento de Cabezón de la Sal. Cantabria basó su autonomía en el precepto constitucional que abría la vía del autogobierno a las «provincias con entidad regional histórica». 
La Asamblea Mixta, integrada por los diputados provinciales y los parlamentarios nacionales, inició el 10 de septiembre de 1979 los trabajos para la redacción del Estatuto de Autonomía de Cantabria. Tras la aprobación de éste por las Cortes Generales, el 15 de diciembre de 1981, el rey de España firmó la correspondiente Ley Orgánica del Estatuto de Autonomía para Cantabria el 30 de diciembre de ese mismo año. De esta forma, la provincia de Santander se desvinculó de su histórica pertenencia a Castilla y salió del régimen preautonómico de Castilla y León en el que se encontraba junto con las provincias de Ávila, Burgos, León, Logroño, Palencia, Salamanca, Segovia, Soria, Valladolid y Zamora.
El 20 de febrero de 1982 se constituyó con carácter provisional la primera Asamblea Regional provisional (hoy Parlamento). A partir de entonces el nombre de provincia de Santander fue sustituido por el de Cantabria, recuperando así su nombre histórico. Las primeras elecciones autonómicas se celebraron en mayo de 1983.
En el transcurso de la IV Legislatura (1995-1999) entró en vigor la primera gran reforma del Estatuto de Autonomía para Cantabria, consensuada por todos los grupos parlamentarios.